# Phi tần

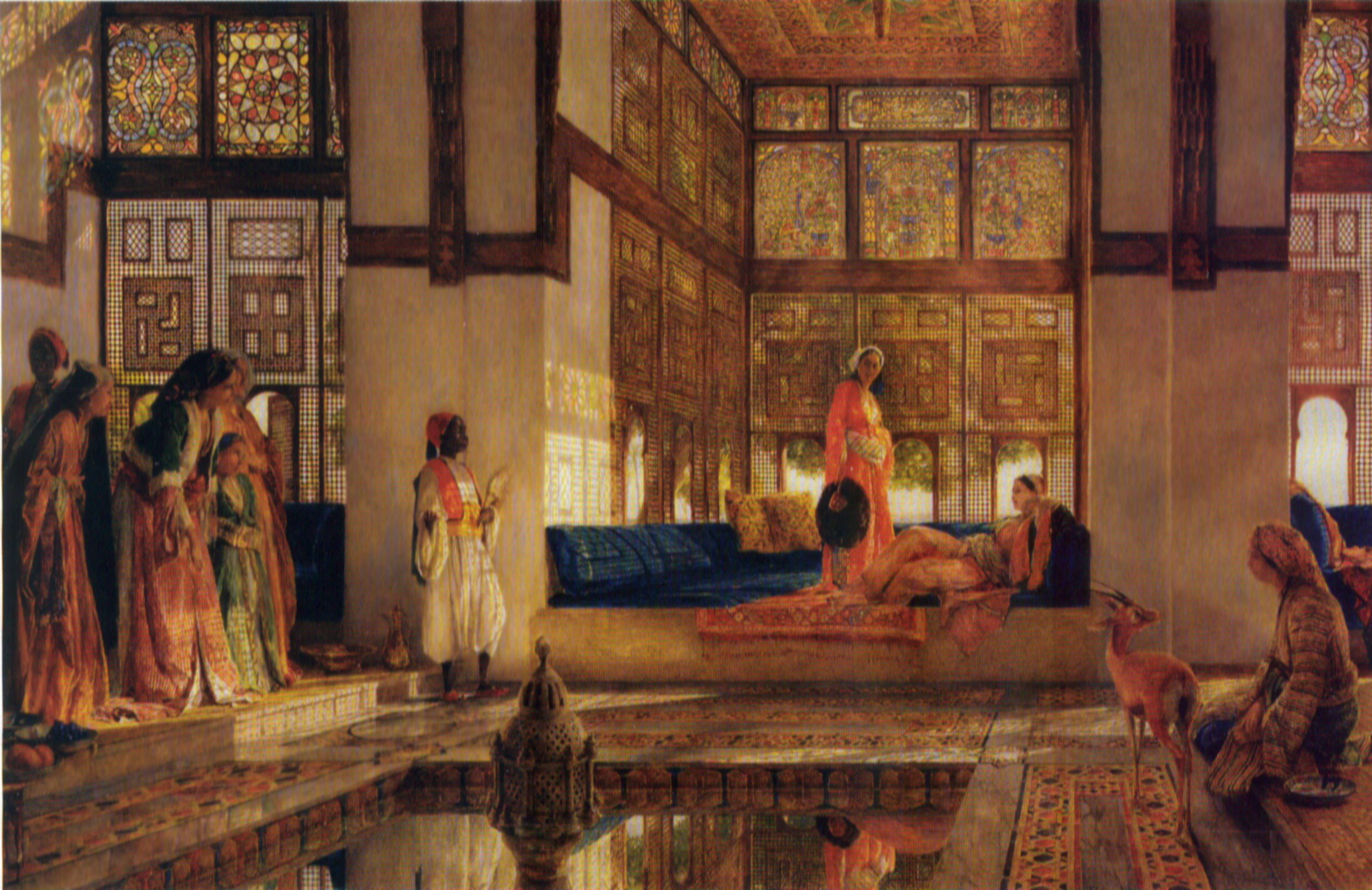
Hậu cung ở Trung Á

Phi tần (chữ Hán: 妃嬪, tiếng Anh: Imperial consort / Royal concubine), Thứ phi (次妃), Tần ngự (嬪御) hoặc Cung nhân (宮人), là những tên gọi chung cho nàng hầu (tì nữ), thiếp của các vị quân chủ trong xã hội phong kiến phương Đông, như Hoàng đế, Quốc vương hay chúa Trịnh, chúa Nguyễn thời kỳ Trịnh - Nguyễn phân tranh trong lịch sử Việt Nam. Ngoài ra, những quốc gia vùng Trung Đông, nơi những quốc gia Hồi giáo như Thổ Nhĩ Kỳ và Ấn Độ không nghiêm ngặt chế độ một vợ một chồng nên cũng thường có phi tần, vợ lẽ, và họ được gọi là Hậu cung.
Phi tần mang danh phận thứ thiếp đứng dưới người vợ chính là Hoàng hậu hay Vương hậu, giữ trách nhiệm trông nom, cất đặt và thừa hành các công việc nội cung. Các triều đại Đông Á luôn chú trọng danh vị của các phi tần, được chia rất tỉ mỉ theo giai phẩm, nghĩa vụ cùng bổng lộc với đủ loại thân phận. Các triều đại đối với việc phi tần có nhiều và đông đảo luôn cảm thấy cần khuyến khích và tự hào, nên cật lực thiết đặt nhiều chế độ để tuyển chọn những cô gái xinh đẹp nhất và trẻ tuổi vào hậu cung, dẫn đến số lượng của họ thường xuyên rất lớn. Bởi vì lý do này, nên trong văn học Trung Quốc đã dùng rất nhiều những cụm từ rất ước lệ miêu tả, như Tam cung Lục viện Thất thập nhị phi (三宫六院七十二妃), Hậu cung phi tần tam thiên (后宫妃嬪三千) hoặc Giai lệ tam thiên (佳麗三千). Không chỉ thông qua tuyển chọn, trong hậu cung có rất nhiều Cung nữ, theo quan niệm tuy chưa là tần phi chính thức nhưng họ luôn có thể được sủng hạnh bất cứ lúc nào, nên các Cung nữ đông đảo cũng được xem là một bộ phận phi tần.
Phi tần trong xã hội phong kiến là một tập đoàn người đặc biệt, nhận sự sủng ái của đế vương, giữ sự cân bằng quyền lực giữa các thế lực trong triều và mối hòa hiếu giữa các nước láng giềng, ảnh hưởng lớn đến cục diện chính trị. Phi tần mang nhiều danh phận với thứ bậc cao thấp khác nhau ở từng quốc gia và triều đại cụ thể.

## Trung Quốc

### Hạ - Thương - Chu
Trước thời nhà Hạ, chúa tể cai trị thiên hạ gọi là Thiên tử (天子), thuở sinh thời xưng là Hậu (后), khi mất thì triều thần mới tôn thụy là Đế (帝), vợ chính của Thiên tử gọi là Phi (妃). Từ triều nhà Thương, Thiên tử xưng Vương (王), vợ chính gọi là Hậu.
Lễ ký - Hôn nghi ghi lại chế độ nội cung nhà Chu: "Noi gương cổ nhân dưới Hậu, Thiên tử lập sáu cung, lấy ba Phu nhân, chín Tần, hai mươi bảy Thế phụ, tám mươi mốt Ngự thê."
- Hậu (后), giữ ngôi chủ quỹ nơi cung cấm, người bạn đời cùng đế vương thành đôi giai ngẫu.
- Phu nhân (夫人), 3 người, xứng trang nghi phạm về ý tiết thuần mỹ.
- Tần (嬪), 9 người, giáo hóa bốn mỹ đức là công, dung, ngôn, hạnh.
- Thế phụ (世婦), 27 người, coi việc lễ tiết.
- Ngự thê (御妻), trong Chu lễ chép là Nữ ngự (女御), 81 người, hầu thú thanh sắc, yến tẩm của quân vương.

Đây là những ghi chép bằng văn tự sớm nhất trong lịch sử phong kiến về chế độ nội cung.

### Tây Hán
Đầu đời Hán, ngoài Hoàng hậu đều xưng Phu nhân, sau thêm Mỹ nhân các loại. Đời Vũ Đế chế ra Tiệp dư, đời Nguyên Đế, chế ra Chiêu nghi, lúc này Hậu cung đã có gồm 19 chức danh, chia thành 14 bậc:
- Chiêu nghi (昭儀), lộc sánh Thừa tướng (丞相), tước như Chư hầu Vương (諸侯王).
- Tiệp dư (婕妤), lộc sánh Thượng khanh (上卿), tước như Liệt hầu (列侯).
- Khinh nga (娙娥), lộc Trung nhị thiên thạch (中二千石), tước như Quan nội hầu (關內侯).
- Dung hoa (傛華), lộc Chân nhị thiên thạch (真二千石), tước như Đại thượng tạo (大上造).
- Mỹ nhân (美人), lộc 2000 thạch, tước như Thiếu thượng tạo (少上造).
- Bát tử (八子), lộc 1000 thạch, tước như Trung canh (中更).
- Sung y (充依), lộc 1000 thạch, tước như Tả canh (左更)
- Thất tử (七子), lộc 800 thạch, tước như Hữu thứ trưởng (右庶長).
- Lương nhân (良人), lộc 800 thạch, tước như Tả thứ trưởng (左庶長).
- Trưởng sử (長使), lộc 600 thạch, tước như Ngũ đại phu (五大夫).
- Thiếu sử (少使), lộc 400 thạch, tước như Công thừa (公乘).
- Ngũ quan (五官), lộc 300 thạch; Thuận thường (順常), lộc 200 thạch. Từ Vô quyên (無涓), Cộng hòa (共和), Ngu linh (娛靈), Bảo lâm (保林), Lương sử (良使), Dạ giả (夜者), mỗi tước 100 thạch. Lại có Thượng Gia nhân tử (上家人子) cùng Trung Gia nhân tử (中家人子), đều có lương thực chu cấp theo thứ bậc. Từ Ngũ quan trở xuống, khi chết đều đem táng bên ngoài Tư Mã môn.

Chế định triều Tây Hán phức tạp, lẫn vào đó có vẻ còn có Nữ quan, dù lúc này khái niệm Nữ quan vẫn chưa rõ ràng như về sau. Vợ chính của Hoàng thái tử gọi là Hoàng thái tử phi (皇太子妃), nàng hầu có các bậc:
- Lương đệ (良娣).
- Nhụ tử (孺子).

### Đông Hán
Quang Vũ Đế định lại thứ bậc nội cung, dưới Hoàng hậu đặt các bậc: Quý nhân (貴人), Mỹ nhân (美人), Cung nhân (宮人) và Thái nữ (采女), đều không có tước hàm, mỗi khi đến mùa mới đem thưởng vật phẩm.
Chế độ tuyển hậu cung nhà Hán có gọi là Bát nguyệt Toán nhân (八月筭人). Căn cứ Hậu Hán thư chú ghi lại:「"Vào tháng 8 âm lịch hằng năm, triều đình cử Dịch đình thừa cùng Tương công tới các miền quê quanh kinh đô Lạc Dương tuyển chọn người đẹp đang độ xuân thì, tuổi từ 13 tới 20, nét mày thanh tú, cử chỉ đoan trang, tướng mạo cát lợi. Đều sung vào hậu cung, thời gian ấy hầu hạ chu toàn, tất sẽ đưa lên Hoàng đế lâm hạnh. Do vậy quan viên sai đi tuyển chọn đều có tiêu chí cẩn thận, sách hạch rõ ràng những cô gái này phải vừa hiền vừa có trí"」. Từ đời Minh Đế, tuy ức chế ngoại thích, bỏ tình riêng mà không trọng dụng anh em của Hoàng hậu, nhưng từ Chương Đế bắt đầu, từ hậu cung đã không có đức. Hoàn Đế, Linh Đế hoang dâm, từ phi tần đến kẻ hầu người hạ tới hai vạn người.

### Tào Ngụy
Tào Tháo khi còn là Ngụy vương, dưới Vương hậu định ra:
- Phu nhân (夫人).
- Chiêu nghi (昭儀).
- Tiệp dư (婕妤).
- Dung hoa (容華).
- Mỹ nhân (美人).

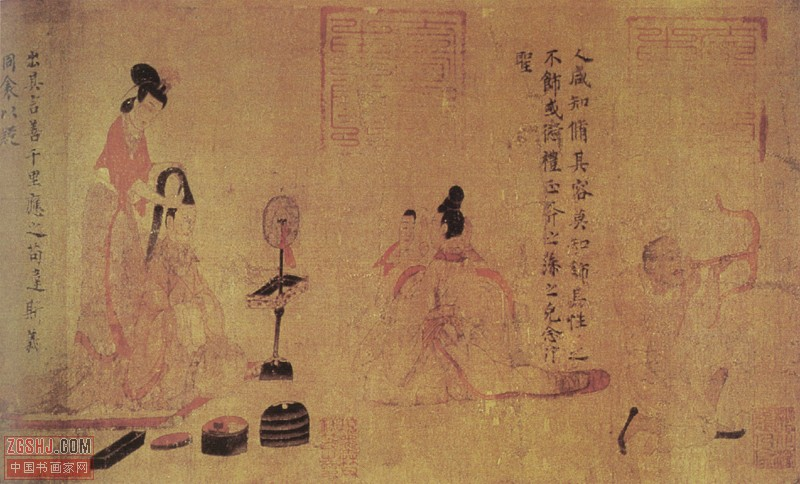
Phi tần thời Đông Hán

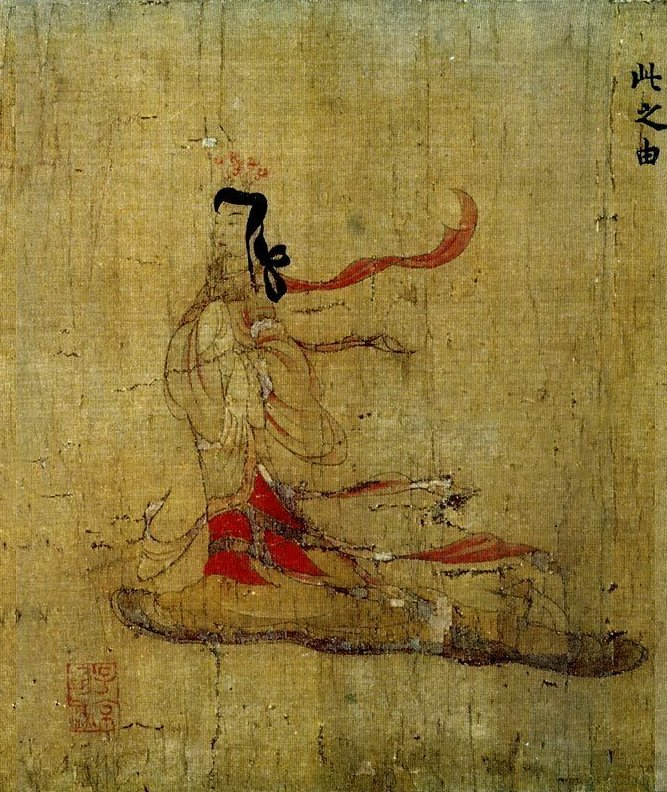
Phi tần thời Tấn

Đông Hán mất nước, Văn Đế bức Hán Hiến Đế nhường ngôi. Chế độ nội cung phân chia thứ bậc có mang theo quy định từ thời còn là Ngụy vương, đến thời Minh Đế mới hoàn thiện, tổng 14 bậc:
- Phu nhân (夫人), vị dưới Hoàng hậu, không rõ đãi ngộ.
- Quý tần (貴嬪), vị dưới Phu nhân, không rõ đãi ngộ.
- Thục phi (淑妃), bậc sánh Tướng quốc (相國), lộc ngang tước Chư hầu Vương (诸侯王).
- Thục viên (淑媛), bậc sánh Ngự sử đại phu (御史大夫), lộc ngang Huyện công (縣公).
- Chiêu nghi (昭儀), lộc ngang Huyện hầu (縣侯).
- Chiêu hoa (昭華), lộc ngang Hương hầu (鄉侯).
- Tu dung (修容), lộc ngang Đình hầu (亭侯).
- Tu nghi (修儀), lộc ngang Quan nội hầu (關內侯).
- Tiệp dư (婕妤), đãi 2.000 thạch.
- Dung hoa (容華), đãi 2.000 thạch.
- Mỹ nhân (美人), đãi 2.000 thạch.
- Lương nhân (良人), đãi 1.000 thạch.
- Ta nhân (鹺人).

Ngoài những đẳng vị trên, nhà Ngụy thỉnh thoảng còn thấy nhắc đến Quý nhân, Tài nhân nhưng địa vị không rõ.

### Tấn
Tấn Vũ Đế tham khảo chế độ Tào Ngụy, thiết lập hậu cung. Dưới Hoàng hậu có:
- Tam phu nhân (三夫人): Quý tần (貴嬪), Phu nhân (夫人), Quý nhân (貴人), vị ngang Tam công (三公).
- Cửu tần (九嬪): Thục phi (淑妃), Thục viên (淑媛), Thục nghi (淑儀), Tu hoa (修華), Tu dung (修容), Tu nghi (修儀), Tiệp dư (婕妤), Dung hoa (容華), Sung hoa (充華); vị ngang Cửu khanh (九卿).

Dưới Cửu tần còn thiết Mỹ nhân (美人), Tài nhân (才人), Trung tài nhân (中才人), vị dưới 1.000 thạch.

### Nam Bắc triều

#### Bắc Ngụy
Đao Vũ Đế thiết lập hậu cung rất đơn giản, dưới Hoàng hậu chỉ có Phu nhân, dù vậy giữa các phu nhân cũng thiết lập các thứ bậc trên dưới về đãi ngộ. Do tình trạng "Tử quý mẫu tử" (子贵母死), bắt buộc ban chết người sẽ sinh ra Trữ quân, nên hậu cung Bắc Ngụy lại có một danh hiệu đặc thù Bảo Thái hậu (保太后), dành để phong cho các bảo mẫu - người nuôi dạy các Hoàng đế tương lai khi mẹ ruột không còn.
Thái Vũ Đế lên ngôi, thiết lập hậu cung rõ ràng hơn:
- Tả Chiêu nghi (左昭儀) và Hữu Chiêu nghi (右昭儀).
- Quý nhân (貴人).
- Tiêu phòng (椒房).
- Trung thức (中式).

Hiếu Văn Đế xem trọng Hán hóa, cải cách hậu cung, vị thứ ngang với quan viên:
- Tả Chiêu nghi (左昭儀) và Hữu Chiêu nghi (右昭儀), vị ngang Đại tư mã (大司馬).
- Tam phu nhân (三夫人), vị ngang Tam công (三公).
- Tam tần (三嬪), vị ngang Tam khanh (三卿).
- Lục tần (六嬪), vị ngang Lục khanh (六卿).
- Thế phụ (世婦), vị ngang Trung đại phu (中大夫).
- Ngự nữ (御女), vị ngang Nguyên sĩ (元士).

#### Bắc Tề
Chế độ nội cung hoàn thiện dưới thời Vũ Thành Đế với hệ thống tước hiệu phức tạp bậc nhất trong lịch sử các triều đại phong kiến. Thời kỳ này cũng là lần đầy tiên định hạng giai phẩm của quan viên cho phi tần, khác với các triều đại trước chỉ dừng ở mức so ngang vế với các bậc quan viên:

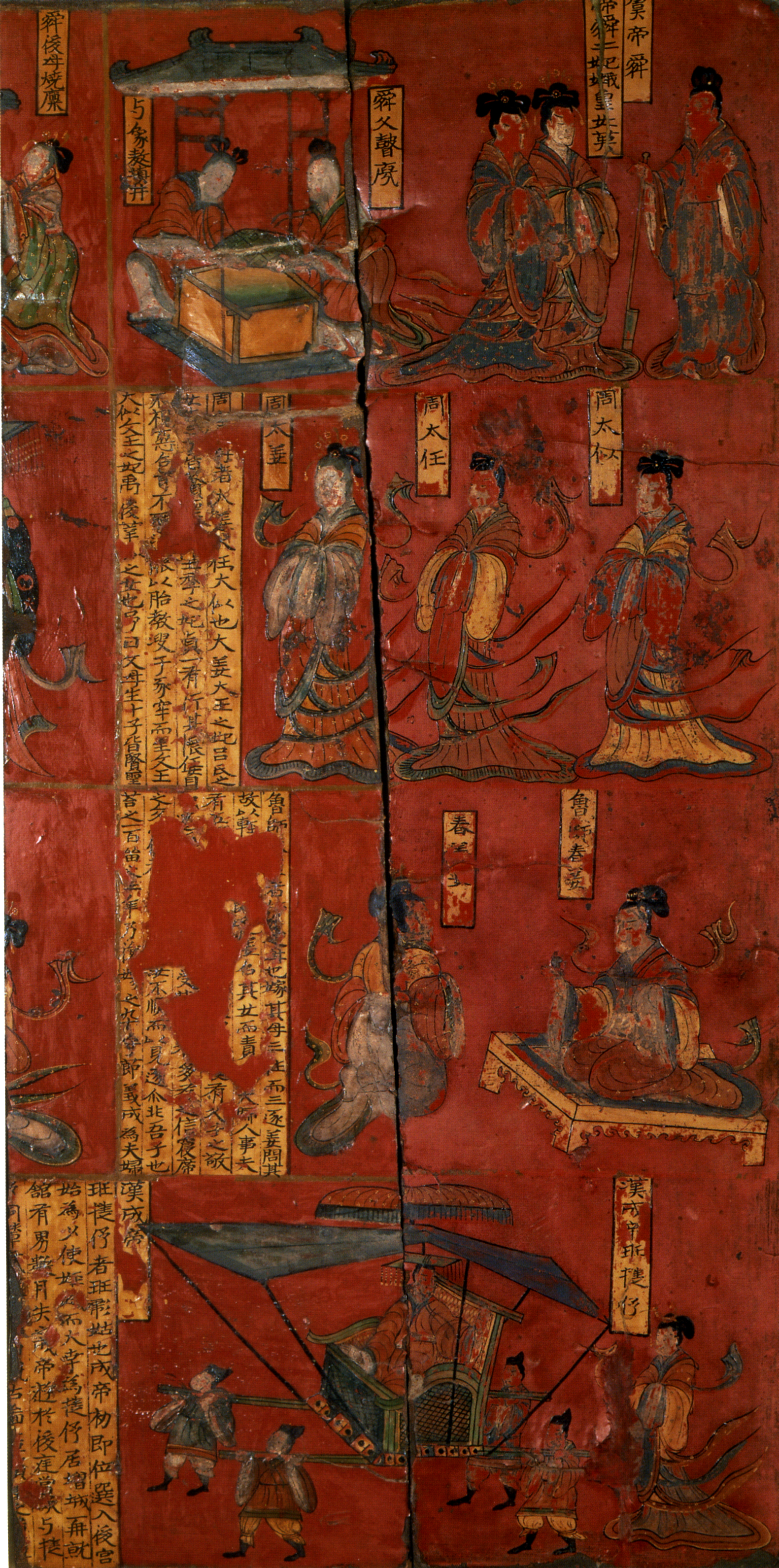
Phi tần thời Bắc Tề

- Thục phi (淑妃), thứ bậc sánh cùng Tướng quốc.
- Tả Nga anh (左娥英), Hữu Nga anh (右娥英), thứ bậc sánh cùng Thừa tướng.
- Tả Chiêu nghi (左昭儀), Hữu Chiêu nghi (右昭儀), thứ bậc sánh cùng Đại phu.
- Phu nhân (夫人), 3 người: Hoằng đức (弘德), Chính đức (正德), Sùng đức (崇德), thứ bậc sánh cùng Tam công.
- Tần (嬪), 9 người:
  - Quang du (光猷), Chiêu huấn (昭訓), Long huy (隆徽), thứ bậc sánh cùng Tam khanh.
  - Tuyên huy (宣徽), Ngưng huy (凝暉), Tuyên minh (宣明), Thuận hoa (順華), Ngưng hoa (凝華), Quang huấn (光訓), thứ bậc sánh cùng Lục khanh.
- Thế phụ (世婦), 27 người: Quảng huấn (廣訓), Tu huấn (修訓), Tĩnh huấn (靜訓), Kính huấn (敬訓), Kính uyển (敬婉), Kính tín (敬信), Chiêu ninh (昭寧), Chiêu hoa (昭華), Uyển hoa (婉華), Phương hoa (芳華), Phương du (芳猷), Chính hoa (正華), Quang chính (光正), Mậu quang (茂光), Minh phạm (明範), Minh tín (明信), Minh thục (明淑), Hoằng du (弘猷), Hoằng huy (弘徽), Lệnh tắc (令則), Huy tắc (暉則), Huy phạm (暉範), Trinh phạm (貞範), Diễm nghi (艷儀), Diệu nghi (曜儀), Diệu đức (曜德), Hòa đức (和德), hàm Tòng tam phẩm.
- Ngự nữ (御女), 81 người: Mậu đức (茂德), Kính mậu (敬茂), Mậu phạm (茂範), Diệu phạm (妙範), Tu phạm (修範), Anh phạm (英範), Huy chương (暉章), Quỳnh chương (瓊章), Dao chương (瑤章), Lương viên (良媛), Lương tín (良信), Chính tín (正信), Nhu hoa (柔華), Tư nhu (思柔), Lệnh nghi (令儀), Tú nghi (秀儀), Thận nghi (慎儀), Diệu nghi (妙儀), Uyển nghi (婉儀), Tu tĩnh (修靜), Mậu nghi (茂儀), Nhuận nghi (潤儀), Lệ nghi (麗儀), Hoằng nghi (弘儀), Túc nghi (肅儀), Mục nghi (穆儀), Mục khuê (穆閨), Mục hoa (穆華), Minh ý (明懿), Sùng minh (崇明), Minh huấn (明訓), Minh diễm (明艷), Kính thuận (敬順), Sùng kính (崇敬), Tu kính (修敬), Kính ninh (敬寧), Chiêu thuận (昭順), Chiêu dung (昭容), Chiêu thận (昭慎), Mục quang (穆光), Diệu quang (曜光), Quang phạm (光範), Nội phạm (內範), Diễm quang (艷光), Viên quang (媛光), Bành viên (彭媛), Túc dung (肅容), Tĩnh túc (靜肅), Túc khuê (肅閨), Hoài thuận (懷順), Hoài đức (懷德), Trinh ý (貞懿), Trinh ngưng (貞凝), Trinh mục (貞穆), Trinh viên (貞媛), Trinh thận (貞慎), Hoằng thận (弘慎), Huy thục (徽淑), Huy nga (徽娥), Hoằng diễm (弘艷), Diễm hoa (艷華), Uyển đức (婉德), Minh uyển (明婉), Diễm uyển (艷婉), Phương uyển (芳婉), Ngưng uyển (凝婉), Tu viên (修媛), Tu lễ (修禮), Anh thục (英淑), Thục ý (淑懿), Thục y (淑猗), Thừa nhàn (承閒), Tu nhàn (修閒), Nhàn hoa (閒華), Lệ tắc (麗則), Nhu tắc (柔則), Lương tắc (良則), Diệu tắc (妙則), Huấn thành (訓成), Ninh huấn (寧訓), hàm Chính tứ phẩm.
- Tài nhân (才人), Thái nữ (采女), không hạn định.

#### Bắc Chu
Phẩm cấp các phi tần trong nội đình:
- Phu nhân (夫人): gồm Quý phi (貴妃); Trưởng Quý phi (長貴妃), Đức phi (德妃).
- Dặc (㚤), 3 người, vị ngang Tam cô (三孤).
- Tần (嬪), 6 người, trong số đó có gọi Chiêu Hóa tần (昭化嬪), vị ngang Lục khanh (六卿).
- Ngự viên (御媛), vị ngang Đại phu (大夫). Trong đó có phân biệt Thượng viên (上媛), Trung viên (中媛) và Hạ viên (下媛).
- Ngự uyển (御婉), vị ngang Sĩ (士). Trong đó có phân biệt Thượng uyển (上婉), Trung uyển (中婉) và Hạ uyển (下婉).

Tuyên Đế nhượng vị cho Tĩnh Đế, phá bỏ quy tắc chính thứ, cùng lúc lập Hoàng hậu gồm 5 người là:
1. Chính phi Dương Lệ Hoa, phong hiệu Thiên Nguyên Đại Hoàng hậu (天元大皇后).
2. Tĩnh Đế sinh mẫu Chu Mãn Nguyệt, phong hiệu Thiên Đại Hoàng hậu (天大皇后).
3. Đức phi Trần Nguyệt Nghi, phong hiệu Thiên Trung Đại Hoàng hậu (天中大皇后).
4. Trưởng Quý phi Uất Trì Sí Phồn, phong hiệu Thiên Tả Đại Hoàng hậu (天左大皇后).
5. Quý phi Nguyên Lạc Thượng, phong hiệu Thiên Hữu Đại Hoàng hậu (天右大皇后).

#### Lưu Tống
Ban đầu, hậu cung Lưu Tống mô phỏng theo nhà Tấn, dưới Hoàng hậu được thiết lập:
- Tam phu nhân (三夫人): Quý tần (貴嬪), Phu nhân (夫人), Quý nhân (貴人), vị ngang Tam công (三公).
- Cửu tần (九嬪): Thục phi (淑妃), Thục viên (淑媛), Thục nghi (淑儀), Tu hoa (修華), Tu dung (修容), Tu nghi (修儀), Tiệp dư (婕妤), Dung hoa (容華), Sung hoa (充華); vị ngang Cửu khanh (九卿).
- Tán hiệu (散號): Mỹ nhân (美人).

Năm Hiến Kiến thứ 3 (456), Hiếu Vũ Đế cải tổ tại hậu cung quy chế, đến Minh Đế hoàn thiện:
- Tam phu nhân (三夫人): Quý phi (貴妃), Quý tần (貴嬪), Quý cơ (貴姬).
- Cửu tần (九嬪): Thục viên (淑媛), Thục nghi (淑儀), Thục dung (淑容), Chiêu hoa (昭華), Chiêu nghi (昭儀), Chiêu dung (昭容), Tu hoa (修華), Tu nghi (修儀), Tu dung (修容).
- Ngũ chức (五職): Tiệp dư (婕妤), Dung hoa (容華), Sung hoa (充華), Thừa huy (承徽), Liệt vinh (列榮).
- Tán hiệu (散號): Mỹ nhân (美人), Trung tài nhân (中才人), Tài nhân (才人), Lương nhân (良人), Sung y (充衣).

#### Nam Tề
Năm Kiến Nguyên nguyên niên (479), Cao Đế thiết lập hậu cung vị phân, bao gồm:
- Tam phu nhân (三夫人): Quý tần (貴嬪), Phu nhân (夫人), Quý nhân (貴人).
- Cửu tần (九嬪): Tu hoa (修華), Tu nghi (修儀), Tu dung (修容), Thục phi (淑妃), Thục viên (淑媛), Thục nghi (淑儀), Tiệp dư (婕妤), Dung hoa (容華), Sung hoa (充華).
- Tán vị (散位): Mỹ nhân (美人), Trung tài nhân (中才人), Tài nhân (才人).

Năm Kiến Nguyên thứ 3, Nội cung của Hoàng thái tử thiết lập thêm 3 nội chức:
- Lương đệ (良娣), vị ngang Khai quốc Hầu (開國侯).
- Bảo lâm (保林), vị ngang Ngũ đẳng Hầu (五等候).
- Tài nhân (才人), vị ngang Phò mã Đô úy (駙馬都尉).

Năm Vĩnh Minh nguyên niên, Vũ Đế nghe theo Lễ tư tấu thỉnh, thiết lập vị trí Quý phi (貴妃), cũng đem Thục phi từ Cửu tần ra thành độc lập, tăng thêm đãi ngộ của cả hai tước vị này, ngang với Tam tư (三司). Năm thứ 7, triều đình thêm Chiêu dung (昭容) vào Cửu tần, bổ khuyết vị trí cũ của Thục phi.

#### Lương - Trần
Vũ Đế khai triều, thiết lập hậu cung vị giai có tương đồng với Lưu Tống:
- Tam phu nhân (三夫人): Quý phi (貴妃), Quý tần (貴嬪), Quý cơ (貴姬).
- Cửu tần (九嬪): Thục viên (淑媛), Thục nghi (淑儀), Thục dung (淑容), Chiêu hoa (昭華), Chiêu dung (昭容), Chiêu nghi (昭儀), Tu hoa (修華), Tu nghi (修儀), Tu dung (修容).
- Ngũ chức (五職): Tiệp dư (婕妤), Dung hoa (容華), Sung hoa (充華), Thừa huy (承徽), Liệt vinh (列榮).
- Tán vị (散位): Mỹ nhân (美人), Tài nhân (才人), Lương nhân (良人).

Đông Cung của Thái tử, thiết lập Lương đệ (良娣) và Bảo lâm (保林).
Khi triều Trần lập quốc, Vũ Đế không thiết lập hậu cung tỉ mỉ. Đến Văn Đế, bắt đầu định vị hiệu đều tương tự triều Lương.

### Tùy - Đường

#### Tùy
Tùy thư ghi lại, Văn Đế mở nghiệp, phi tần khi ấy chỉ vài người đều thuộc dòng dõi trâm anh, con em các bậc huân thuần cung tiến, nhà vua cũng ít dịp được gần gũi do bà nguyên phối có tính ghen tuông:
- Tần (嬪), 3 người, giáo hóa bốn mỹ đức là công, dung, ngôn, hạnh, hàm Chính tam phẩm.
- Thế phụ (世婦), 9 người, coi việc lễ tiết, hàm Chính ngũ phẩm.
- Ngự nữ (御女), 38 người, coi việc dệt gấm, thêu hoa, hàm Chính thất phẩm.

Bên cạnh đó, Văn Đế lại theo điển lệ từ đời Hán, Tấn mà đặt chức nữ quan gọi là Lục thượng (六尚), cùng Lục ti (六司), chuyên giáo hóa điển phạm trong hậu cung.
Nhân Thọ năm thứ 2 (602), Văn Hiến Hoàng hậu qua đời, nhà vua sa vào mỹ sắc, từ cung cấm chọn ra những bậc tài sắc ban phong các chức phi tần:
- Quý nhân (貴人), 3 người.
- Tần (嬪), 9 người.
- Thế phụ (世婦), 27 người.
- Ngự nữ (御女), 81 người.

Dạng Đế hoang dâm, mệnh thiên hạ phải cung tiến người đẹp để thỏa thú vui vầy, trở thành khuôn thước cho tam cung lục viện của các bậc đế vương sau này:
- Quý phi (貴妃), Thục phi (淑妃), Đức phi (德妃), hợp gọi là Phu nhân (夫人), hàm Chính nhất phẩm.
- Thuận nghi (順儀), Thuận dung (順容), Thuận hoa (順華), Tu nghi (修儀), Tu dung (修容), Tu hoa (修華), Sung nghi (充儀), Sung dung (充容), Sung hoa (充華), hợp gọi là Cửu tần (九嬪), hàm Chính nhị phẩm.
- Tiệp dư (婕妤), 10 người, hàm Chính tam phẩm.
- Mỹ nhân (美人), Tài nhân (才人), hợp gọi là Thế phụ (世婦), 15 người, hàm Chính tứ phẩm.
- Bảo lâm (寶林), 24 người, hàm Chính ngũ phẩm.
- Ngự nữ (御女), 24 người, hàm Chính lục phẩm.
- Thái nữ (采女), 37 người, hàm Chính thất phẩm.
- Thừa y (承衣), Đao nhân (刀人), không hạn định.

#### Đường
Sách Đường thư ghi lại, Cao Tổ mở nghiệp, nội cung noi theo Chu lễ và nhà Tùy khi trước, phân chia thứ bậc:
- Quý phi (貴妃), Thục phi (淑妃), Đức phi (德妃), Hiền phi (賢妃), hợp gọi là Phu nhân (夫人), hàm Chính nhất phẩm.
- Chiêu nghi (昭儀), Chiêu dung (昭容), Chiêu viên (昭媛), Tu nghi (修儀) Tu dung (修容), Tu viên (修媛), Sung nghi (充儀), Sung dung (充容), Sung viên (充媛), hợp gọi là Cửu tần (九嬪), hàm Chính nhị phẩm.
- Thế phụ (世婦), 27 người:
  - Tiệp dư (婕妤), 9 người, hàm Chính tam phẩm.
  - Mỹ nhân (美人), 9 người, hàm Chính tứ phẩm.
  - Tài nhân (才人), 9 người, hàm Chính ngũ phẩm.
- Ngự thê (御妻), 81 người:
  - Bảo lâm (寶林), 27 người, hàm Chính lục phẩm.
  - Ngự nữ (御女), 27 người, hàm Chính thất phẩm.
  - Thái nữ (采女), 27 người, hàm Chính bát phẩm.

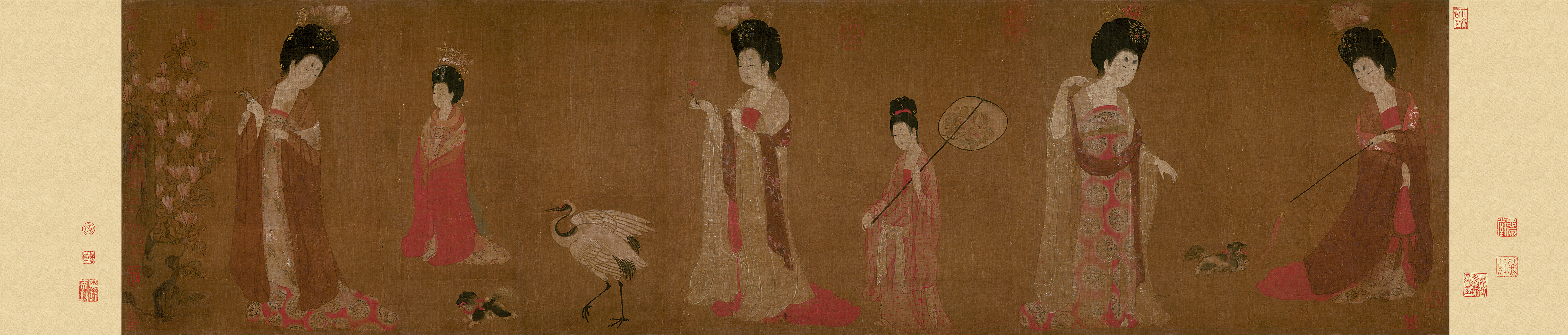
Phi tần nhà Đường

Cao Tổ truy tặng bà thứ thất quá cố Mạc Lệ Phương làm Quý tần (貴嬪), không rõ phẩm trật. Ngoài ra còn đặt Nữ quan, có đặt ra chức Thượng cung (尚宮) hàm Chính ngũ phẩm, đứng đầu hệ thống Lục cục Nhị thập tứ ty, gọi là Cung quan (宮官), phân biệt với Hậu phi được gọi là Nội quan (內官).
Vĩnh Huy năm thứ 6 (655), Cao Tông có ý định lập Tài nhân của Thái Tông là Võ Mỵ làm Thần phi (宸妃) nhưng không thành. Long Sóc năm thứ 2 (662), Cao Tông quyết định thiết định lại thứ bậc nội cung:
- Tán đức (贊德), 2 người.
- Tuyên nghi (宣儀), 4 người.
- Thừa khuê (承閨), 5 người.
- Thừa chỉ (承旨), 5 người.
- Vệ tiên (衛仙), 6 người.
- Cung phụng (供奉), 8 người.
- Thị trất (侍櫛), 20 người.

Nhưng quy cách này nhanh chóng sau đó bị bãi bỏ, quay lại như chế độ thời Đường Cao Tổ.
Huyền Tông những năm Khai Nguyên, định lại thứ bậc nội cung. Châm chước đời Vũ Đức đến nay định Tứ phi, trong khi Hậu và Phi ứng Tứ tinh (四星), đã có Chính hậu không nên có Tứ phi, do vậy cải định vị hiệu cùng thứ bậc:
- Huệ phi (惠妃), Lệ phi (麗妃), Hoa phi (華妃), tọa luận Phụ lễ, hàm Chính nhất phẩm.
- Thục nghi (淑儀), Đức nghi (德儀), Hiền nghi (賢儀), Thuận nghi (順儀), Uyển nghi (婉儀), Phương nghi (芳儀), giáo hóa Tứ đức, hàm Chính nhị phẩm.Phi tần thời Đường

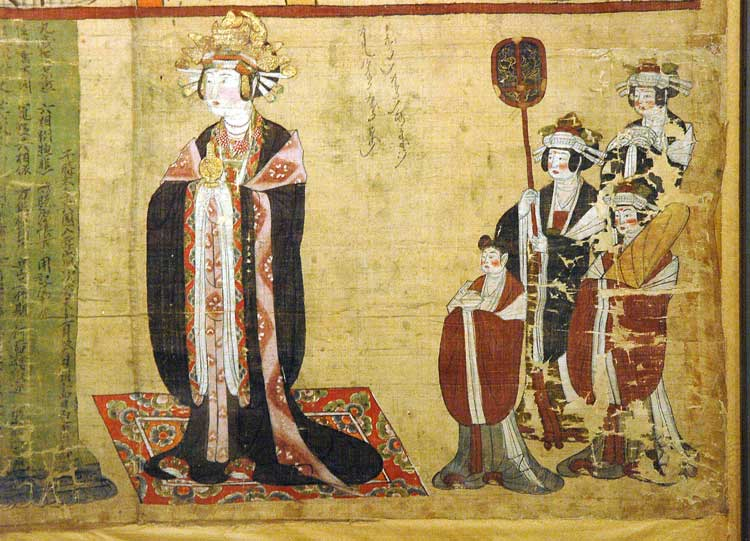
Phi tần thời Đường

- Mỹ nhân (美人), 4 người, coi việc lễ tiết, hàm Chính tam phẩm.
- Tài nhân (才人), 7 người, đảm yến tẩm của Quân vương, hàm Chính tứ phẩm.

Vừa lên ngôi, Huyền Tông tặng Dương Lương viên làm Quý tần, không rõ phẩm trật. Thiên Bảo năm thứ 4 (745), Huyền Tông mê đắm người con dâu là trang khuynh quốc Dương Thái Chân, bất chấp đạo luân thường lập bà làm Quý phi. Túc Tông nối ngôi khôi phục chế độ nội cung thuở lập quốc. Thời kỳ cuối, triều Đường bắt đều thiết lập lệ gia tôn cho Nội cung tiền triều. Phi tần sinh hoàng nam tôn Thái phi (太妃), sinh hoàng nữ tôn Thái nghi (太儀).
Tại Đông Cung, chính thất của Hoàng thái tử gọi là Hoàng thái tử phi (皇太子妃), ngoài ra còn có Nội quan nàng hầu, có các bậc:
- Các thị thiếp:
  - Lương đệ (良娣), 2 người, trật Chính tam phẩm.
  - Lương viên (良媛), 6 người, trật Chính tứ phẩm.
  - Thừa huy (承徽), 10 người, trật Chính ngũ phẩm.
  - Chiêu huấn (昭訓), 16 người, trật Chính thất phẩm.
  - Phụng nghi (奉儀), 24 người, trật Chính cửu phẩm.
- Các nữ quan, có 3 chức Ty trật đều Tòng lục phẩm và 9 chức Chưởng trật đều Tòng bát phẩm:
  - Ty khuê (司閨), 2 người, dẫn đạo Thái tử phi và lên danh sách thị thiếp. Quản lĩnh các chức:
    - Chưởng chính (掌正), 3 người, quản văn thư ra vào, cửa nẻo và kiêm việc trách phạt kẻ dưới, Nữ sử phụ việc 3 người.
    - Chưởng thư (掌書), 3 người, quản tuyên truyền, giáo dục kẻ dưới và bảo quản sách bút, Nữ sử phụ việc 3 người.
    - Chưởng diên (掌筵), 3 người, phụ trách bảo quản mành trướng chăn đệm, quét tước và bày biện.

  - Ty tắc (司則), 2 người, phụ trách lễ nghi tham kiến. Quản lĩnh các chức:
    - Chưởng nghiêm (掌嚴), 3 người, quản y phục, khăn lược, thủ sức, nghi vệ, Nữ sử phụ việc 3 người.
    - Chưởng phùng (掌縫), 3 người, quản cắt may, đan dệt, Nữ sử phụ việc 3 người.
    - Chưởng tàng (掌藏), 3 người, quản tài vật, châu báu và lụa là.

  - Ty soạn (司饌), 2 người, phụ trách nếm thử trước khi tiến thiện, Nữ sử phụ việc 4 người. Quản lĩnh các chức:
    - Chưởng thực (掌食), 3 người, quản nấu nướng, rượu chè, củi than, đèn đóm, đĩa đựng, Nữ sử phụ việc 4 người.
    - Chưởng y (掌醫), 3 người, quản Y dược và âm nhạc, Nữ sử phụ việc 2 người.
    - Chưởng viên (掌園), 3 người, quản hạt giống rau quả, Nữ sử phụ việc 2 người.

Các tông thất được phong Vương, thê thiếp đều gia ân cáo mệnh theo tước chồng, các bà Chiêu Thành, Trang Hiến thuở tiềm để đều phong là Nhụ nhân (孺人).

### Ngũ đại Thập lục quốc
Thời kỳ hỗn loạn và ngắn ngủi, sách sử của các triều đại cũng do người đời sau soạn mà viết. Chế độ hậu cung của từng triều, từng quốc gia không hoàn chỉnh và đầy đủ như các thời kỳ trước.
Trước mắt, Hậu Đường Trang Tông thiết trí hậu cung, có: 
- Chiêu dung (昭容), Chiêu nghi (昭儀), Chiêu viên (昭媛).
- Xuất sử (出使), Ngự chính (御正), Thị chân (侍真), Ý tài (懿才).
- Hàm nhất (咸一), Dao phương (瑤芳), Ý đức (懿德), Tuyên nhất (宣一).

Quảng Chính năm thứ 3 (941), Chúa đất Hậu Thục là Mạnh Sưởng nhân yến hội tiết Thượng nguyên định lệ thứ bậc cung tần:
- Chiêu nghi (昭儀), Chiêu dung (昭容), Chiêu hoa (昭華).
- Bảo phương (保芳), Bảo hương (保香), Bảo y (保衣).
- An thần (安宸), An tất (安蹕), An tình (安情).
- Tu dung (修容), Tu viên (修媛), Tu quyên (修娟).

### Tống - Liêu - Kim

#### Tống

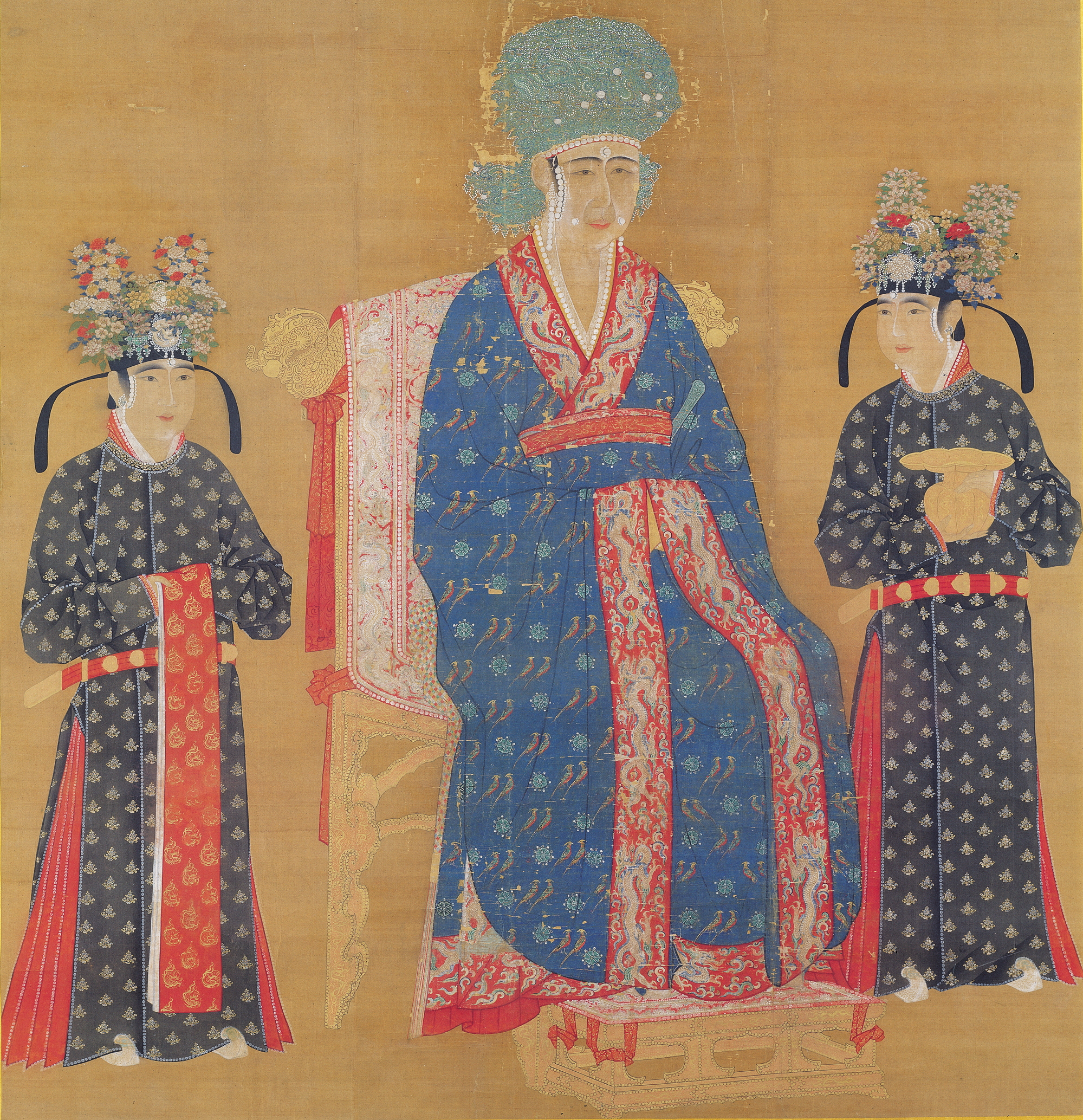
Từ Thánh Quanh Hiến Hoàng hậu

Chế độ nội cung nhà Tống ban đầu phân chia thứ bậc theo cách gọi của nhà Đường, được hoàn thiện dưới thời Chân Tông:
- Quý phi (貴妃), Thục phi (淑妃), Đức phi (德妃), Hiền phi (賢妃), hàm Chính nhất phẩm.
- Thái nghi (太儀), Quý nghi (貴儀), Thục nghi (淑儀), Thục dung (淑容), Thuận nghi (順儀), Thuận dung (順容), Uyển nghi (婉儀), Uyển dung (婉容), Chiêu nghi (昭儀), Chiêu dung (昭容), Chiêu viên (昭媛), Tu nghi (修儀), Tu dung (修容), Tu viên (修媛), Sung nghi (充儀), Sung dung (充容), Sung viên (充媛), thuộc hàm Chính nhị phẩm.
- Tiệp dư (婕妤), hàm Chính tam phẩm.
- Mỹ nhân (美人), hàm Chính tứ phẩm.
- Tài nhân (才人), Quý nhân (貴人), hàm Chính ngũ phẩm.

Về vị trí Chính nhị phẩm, ban đầu chỉ có từ Chiêu nghi đến Sung viên, tước Thái nghi đều dùng cho sinh mẫu của Công chúa, đây là án theo phép nhà Đường, còn gọi Cửu tần (九嬪). Năm Đại Trung Tường Phù thứ 6 (1013) đời Tống Chân Tông, thiết trí từ Thục nghi đến Uyển dung, hàm Tòng nhất phẩm, ở trên Chiêu nghi. Sau lại đến năm Càn Hưng nguyên niên (1022), tăng thêm Quý nghi, ở trên Thục nghi. Tống sử chép tất cả thành Chính nhị phẩm.
Minh Đạo nguyên niên (1032), sách tặng thân sinh của Nhân Tông là Lý thị làm Thần phi (宸妃), không rõ phẩm trật. Sang năm Năm Minh Đạo thứ 2 (1033), giáng Quách Hoàng hậu làm Tịnh phi (净妃), cũng không rõ phẩm trật.
Vào đời nhà Tống, các cung nữ sủng hạnh rất nhiều, đều vô hạng Ngự thị (御侍), các vị Ngự thị này còn có thể gia phong thêm vị hiệu của Mệnh phụ như Quốc phu nhân (國夫人), Quận quân (郡君) và Huyện quân (縣君), dưới nữa thì lại có danh xưng Tử hà bí (紫霞帔) và Hồng hà bí (紅霞帔). Đời Tống xưng hô từ Tài nhân trở lên là Phòng viện (房院), dưới nữa như từ Quận quân đến Hà bí thì đều gọi là Hợp (閤). Tuy các Ngự thị rất nhiều, song khi xét để lên phẩm trật được quy định ở trên cũng đều rất thận trọng. Theo đó thì vào triều đại nhà Tống, hoàng thất có quy định ngầm là không được lạm phong tước hiệu thuộc hàng Ngũ phẩm cho hậu phi, đời Tống Nhân Tông chỉ muốn phong nhiều hơn vài người một chút đã bị can gián là "Quá sủng ái", có thể thấy được vấn đề phong tước cho hậu phi tương đối nghiêm trọng.

#### Liêu
Do vấn đề về tư liệu, hậu cung nhà Liêu cho đến nay vẫn khá khiếm khuyết tư liệu. Bộ Liêu sử, mục "Hậu phi truyện" ghi lại chỉ có hậu phi mang họ Tiêu, trừ Hoàng hậu Tiêu thị của Mục Tông không rõ xuất thân, cùng Hoàng hậu Chân thị của Thế Tông, toàn bộ còn lại đều là người họ Tiêu thuộc gia tộc Khiết Đan. Trong gia tộc họ Tiêu, cũng phân ra hai nhánh chính, là họ Tiêu của Thuật Luật thị (述律氏) cùng họ Tiêu của Bạt Lý thị (拔里氏), hai gia tộc lớn có ảnh hưởng đến chính trị nước Liêu.
Trong Liêu sử cũng cho biết, phi tần hậu cung triều Liêu có bộ phận từ Vương quốc Bột Hải và người Hán, phi hiệu cũng ghi lại có năm loại: Nguyên phi (元妃), Quý phi (貴妃), Đức phi (德妃), Huệ phi (惠妃), Văn phi (文妃). Còn bên dưới Phi, chỉ biết triều Thánh Tông có Lục nghi (六儀), gồm: Lệ nghi (麗儀), Thục nghi (淑儀), Chiêu nghi (昭儀), Thuận nghi (順儀), Phương nghi (芳儀), Hòa nghi (和儀).

#### Kim
Chế độ nội cung nhà Kim ban đầu phân chia thứ bậc theo cách gọi của nhà Đường. Thời kỳ quốc sơ, các Phi không có vị hiệu, đến Kim Hi Tông mới đặt Quý phi (貴妃), Hiền phi (賢妃) và Đức phi (德妃).
Hải Lăng Vương dâm loạn, đặt 12 mỹ hiệu cho các phi tử nơi cung cấm là Nguyên phi (元妃), Xu phi (姝妃), Huệ phi (惠妃), Quý phi (貴妃), Hiền phi (賢妃), Thần phi (宸妃), Lệ phi (麗妃), Thục phi (淑妃), Đức phi (德妃), Chiêu phi (昭妃), Ôn phi (溫妃), Nhu phi (柔妃).
Cuối cùng, quy chế hậu cung thời Kim được hoàn thiện vào niên hiệu Trinh Hựu dưới thời Tuyên Tông. Những giai bậc gồm:
- Nguyên phi (元妃), Quý phi (貴妃), Thục phi (淑妃), Đức phi (德妃), Hiền phi (賢妃); hàm Chính nhất phẩm.
- Chiêu nghi (昭儀), Chiêu dung (昭容), Chiêu viên (昭媛), Tu nghi (修儀) Tu dung (修容), Tu viên (修媛), Sung nghi (充儀), Sung dung (充容), Sung viên (充媛); hợp gọi Cửu tần (九嬪), hàm Chính nhị phẩm.
- Thế phụ (世婦), 27 người:
  - Tiệp dư (婕妤); 9 người, hàm Chính tam phẩm.
  - Mỹ nhân (美人); 9 người, hàm Chính tứ phẩm.
  - Tài nhân (才人); 9 người, hàm Chính ngũ phẩm.
- Ngự thê (御妻), 81 người:
  - Bảo lâm (寶林); 27 người, hàm Chính lục phẩm.
  - Ngự nữ (御女); 27 người, hàm Chính thất phẩm.
  - Thải nữ (采女); 27 người, hàm Chính bát phẩm.

Sau, Tuyên Tông lại cải đổi tiếp, quy định lại cấp bậc như:
- Quý phi (貴妃), Chân phi (真妃), Thục phi (淑妃), Lệ phi (麗妃), Nhu phi (柔妃).
- Chiêu nghi (昭儀), Chiêu dung (昭容), Chiêu viên (昭媛), Tu nghi (修儀) Tu dung (修容), Tu viên (修媛), Sung nghi (充儀), Sung dung (充容), Sung viên (充媛).
- Tiệp dư (婕妤).
- Lệ nhân (麗人), Tài nhân (才人).
- Thuận nghi (順儀), Thục hoa (淑華), Thục nghi (淑儀).

### Nguyên
Hậu cung nhà Nguyên có sự tinh giản rất lớn nếu so với các triều khác. Ngoài Hoàng hậu thì chỉ còn Phi tần; mỗi bậc không quy định số lượng và giới hạn, do đó có vô số Phi tần cũng như vô số Hoàng hậu.
Hậu cung triều Nguyên lấy Oát Nhĩ Đóa [斡耳朵; Orda], còn gọi Cung trướng (宮帳) để phân chia địa vị Hậu phi. Một tòa Cung trướng có tới mấy vị Hoàng hậu và Phi tần; và họ lấy "Đệ nhất Cung trướng" làm vị trí độc tôn, những Hoàng hậu và Phi tần ở trong Đệ nhất Cung trướng cũng sẽ là bậc có địa vị cao nhất. Dưới triều đại Huệ Tông, hậu cung thiết trí thêm tước vị Tài nhân (才人), Phi và Tần chia ra làm hai bạc, do đó về cơ bản hậu cung thời kỳ cuối của triều Nguyên có 4 bậc, là: Hoàng hậu, Phi, Tần và Tài nhân.
Cũng trong thời kỳ cuối triều Nguyên, Hoàng hậu cật lực được duy trì chỉ có một người tại vị. Nhưng cơ bản từ thời quốc sơ đã thiết lập luật bất thành văn, rành chỉ có Trung cung Hoàng hậu mới có sắc bảo còn các Hoàng hậu khác thì không, ví dụ như Sát Tất Hoàng hậu.

### Minh

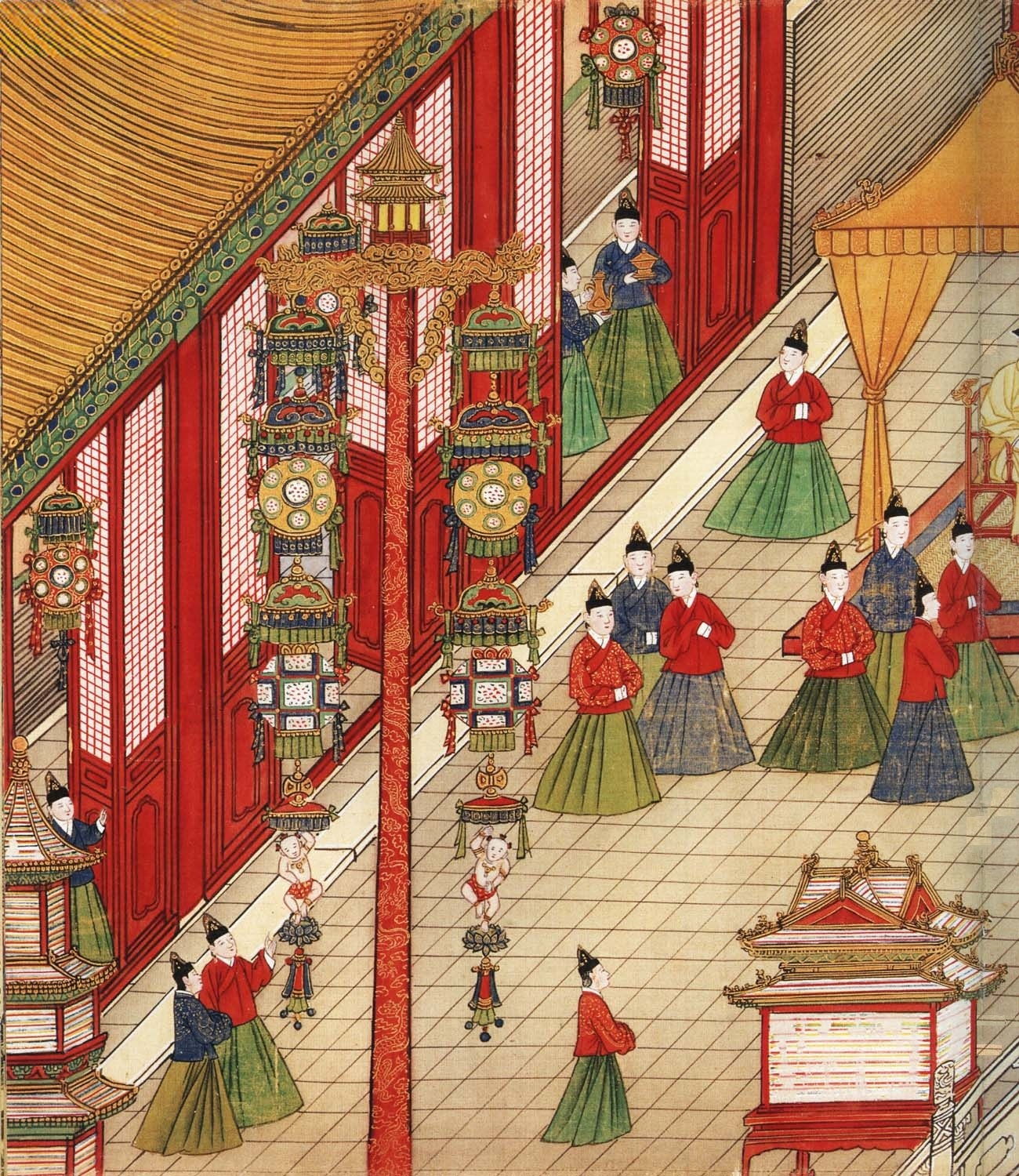
Phi tần thời nhà Minh

Thái Tổ năm Hồng Vũ thứ 5 (1372) ban chỉ dụ định thứ bậc nội cung. Bậc phi lấy Quý phi kế dưới Hoàng hậu có danh phận cao nhất, lại đặt Hiền phi (賢妃), Thục phi (淑妃), Trang phi (莊妃), Kính phi (敬妃), Huệ phi (惠妃), Thuận phi (順妃), Khang phi (康妃), Ninh phi (寧妃) lấy các mỹ từ "Hiền", "Thục", "Trang", "Kính"... làm tên hiệu mà phân biệt ngôi thứ. Dưới hàng phi là các cung tần Chiêu nghi (昭儀), Chiêu dung (昭容), Tiệp dư (婕妤), Quý nhân (貴人), Mỹ nhân (美人).
Cảnh Thái năm thứ 6 (1456), Đại Tông lập bà phi họ Đường làm Hoàng quý phi, Anh Tông phục vị lại phế đi. Hiến Tông năm Thành Hóa thứ 2 (1466) ngự ban cho Vạn Quý phi huy hiệu "Hoàng", gọi là Hoàng quý phi (皇貴妃), từ đó lấy Hoàng quý phi là danh phận phi tần cao nhất.
Thời Minh, địa vị Hoàng hậu suy thoái, cũng do ảnh hưởng bởi việc ngăn ngừa và đề phòng ngay từ đầu mà chưa từng thấy việc Hoàng hậu hoặc Hoàng thái hậu nhiếp chính hoặc ngoại thích chuyên quyền. Bên cạnh đó, phi tần cũng có nhiều người được sủng hạnh, dựa vào uy thế mà có thể lấn át Hoàng hậu. Có những phi tần đứng đầu hậu cung sau khi Hoàng hậu qua đời, tắc gọi ["Nhiếp lục cung sự"; 攝六宫事]. Bên cạnh đó, số lượng tùy từng tước đều do Hoàng đế tự quy định, hoàn toàn không có giới hạn bao nhiêu Hoàng quý phi hay là Phi, vì lý do đó hậu cung triều Minh bị xem là cực kỳ hỗn loạn về danh phận.
Gia Tĩnh năm thứ 10 (1531), Thế Tông dựa theo Chu lễ đặt thêm Cửu tần, gồm: Đức tần (德嬪), Hiền tần (賢嬪), Trang tần (莊嬪), Lệ tần (麗嬪), Huệ tần (惠嬪), An tần (安嬪), Hòa tần (和嬪), Hy tần (僖嬪), Khang tần (康嬪), danh phận dưới phi. Lúc này, mô hình của hậu cung triều Minh dưới Hoàng hậu sẽ là:
- Hoàng quý phi (皇貴妃);
- Quý phi (貴妃);
- Phi (妃);
- Tần (嬪); căn cứ Năm Gia Tĩnh thứ 10, định ra Cửu tần: Đức tần (德嬪), Hiền tần (賢嬪), Trang tần (莊嬪), Lệ tần (麗嬪), Huệ tần (惠嬪), An tần (安嬪), Hòa tần (和嬪), Hy tần (僖嬪), Khang tần (康嬪);
- Chiêu nghi (昭儀);
- Chiêu dung (昭容);
- Tiệp dư (婕妤);
- Quý nhân (貴人);
- Mỹ nhân (美人);

Dẫu Cửu tần triều Gia Tĩnh là có tên như vậy, song về sau có rất nhiều tước Tần đều nằm có phong hiệu khác, như Ninh tần (寧嬪), Vinh tần (榮嬪), Kính tần (敬嬪)..., xem ra phong hiệu này cũng không cố định tương tự Phi ở trên.
Ngoài ra, tương tự như chế độ nhà Đường rồi nhà Tống, trong cung đình nhà Minh cũng có rất nhiều Thứ phi trong hậu cung, những người từng được Hoàng đế sủng hạnh qua nhưng chưa bao giờ được xem là phi tần chính thức. Họ sẽ có hai loại đãi ngộ chính, một là đem trở thành phi thiếp chính thức và đạt được đãi ngộ nhất định, như Hồ Thị ngự (胡侍御) của Thần Tông, còn không thì chỉ được xem là Cung nhân bình thường, không danh không phận mà vẫn phải làm việc của Cung nữ, như Đới Ngân Nương (戴銀娘) của Hiến Tông cùng Vương Mãng Đường (王滿堂) của Vũ Tông.
Vợ chính của Hoàng thái tử gọi là Hoàng thái tử phi (皇太子妃), nàng hầu có các bậc Tài nhân (才人), Tuyển thị (選侍) và Thục nữ (淑女).

### Thanh
Lúc đầu triều, nhà Thanh chưa định chế độ nội cung. Theo lệ cũ từ thời Hậu Kim, phi tần vẫn dùng cách gọi tiếng Mãn mà xưng hiệu Phúc tấn và Cách cách, riêng các chính thê được đặc biệt gọi là Đại phúc tấn (大福晉). Hoàng Thái Cực năm Sùng Đức nguyên niên (1636), lập Đại phúc tấn Triết Triết làm Thanh Ninh cung Hoàng hậu (清寧宮皇后), đồng thời tấn phong bốn vị Trắc phúc tấn làm Phi, lần lượt là: Hải Lan Châu làm Quan Thư cung Thần phi (關雎宮宸妃), Na Mộc Chung làm Lân Chỉ cung Quý phi (麟趾宮貴妃), Ba Đặc Mã Tảo làm Diễn Khánh cung Thục phi (衍慶宮淑妃) và Bố Mộc Bố Thái làm Vĩnh Phúc cung Trang phi (永福宮莊妃).

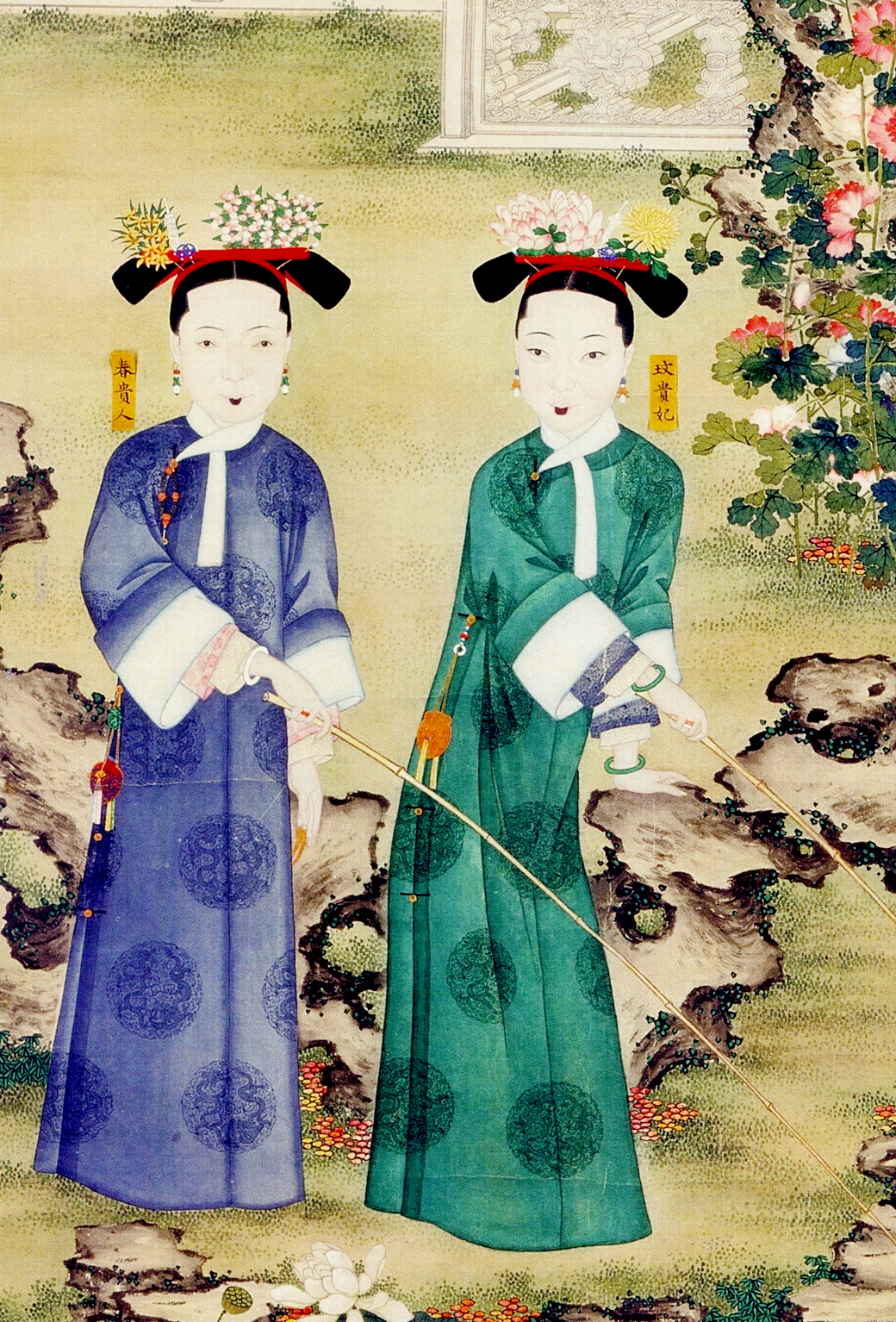
Tranh vẽ Mân Quý phi cùng Xuân Quý nhân triều Hàm Phong

Từ triều Thuận Trị đến giữa Khang Hy, cung đình triều Thanh dùng "đãi ngộ" dựa theo cấp, hơn là định vị hiệu. Theo đó, ngoại trừ Hoàng hậu là luôn cố định chính danh, thì các cấp đãi ngộ của phi tần có:
- Hoàng quý phi (皇貴妃)
- Phi (妃), không định số.
- Tần (嬪), không định số.
- Phúc tấn (福晉), cấp đãi ngộ cơ bản.
- Tiểu Phúc tấn (小福晉), bên trong lại có thêm 2 cấp.
- Cách cách (格格), cấp đãi ngộ thấp nhất.

Thời kỳ này chỉ dùng "đãi ngộ" để quyết định cao thấp, do đó hầu như rất ít người có vị hiệu chính thức. Hiếu Khang Chương Hoàng hậu, sinh mẫu của Thánh Tổ được xác định có cấp đãi ngộ Phúc tấn khi còn là phi tần. Dưới hình thức này, nhiều hậu phi mãi khi qua đời mới có vị hiệu, dù thực tế khi còn sống thì họ đã có đãi ngộ cao, như Tuệ phi và Bình phi của Thánh Tổ.
Theo Thanh sử cảo và Quốc triều cung sử, sau đời Khang Hy thì chế độ nội cung mới được hoàn chỉnh:
- Hoàng quý phi (皇貴妃), 1 người.
- Quý phi (貴妃), 2 người.
- Phi (妃), 4 người.
- Tần (嬪), 6 người.
- Quý nhân (貴人), không hạn định.
- Thường tại (常在), không hạn định.
- Đáp ứng (答應), không hạn định.

Dưới hàng phi tần còn có Quan nữ tử (官女子), còn gọi Cung nữ tử, là các cung nữ được Hoàng đế lâm hạnh hoặc danh vị để gọi các phi tần bị giáng chức (như Mân Quý phi Từ Giai thị của Hàm Phong Đế). Ngoài ra, các Thị tỳ được lâm hạnh và sinh dục của các Hoàng tử cũng được gọi chung là Quan nữ tử, bên cạnh danh xưng thường thấy là Cách cách. Chiểu theo lệ định đương thời, trước đại hôn tuyển chọn 8 cung nữ có nhan sắc cùng phẩm hạnh dạy các bí thuật phòng the, gọi là Tư trướng (司帳), Tư tẩm (司寝), Tư nghi (司儀), Tư môn (司門).
Từ Hoàng quý phi đến Tần khi được sách phong đều có lễ nghi tiêu chuẩn, được hoàng thất xem là hậu phi chính thức cùng với quyền hạn ["Tá nội trị"], giúp Hoàng hậu trong việc xứ lý nội trị, dù thực tế họ không có quyền hành gì cụ thể mà chỉ là danh xưng hình thức. Còn từ bậc Quý nhân đến Đáp ứng không hạn định, quy định để tu tâm dưỡng tính, cần tu nội chức, riêng Quan nữ tử chỉ những cung nữ được sủng hạnh. Phi tần được tuyển chọn từ những Tú nữ (秀女) tham gia tuyển tú hoặc con gái các dòng dõi công thần, gọi là Bát Kỳ tuyển tú, hoặc từ cung nữ tấn phong đi lên.

## Triều Tiên

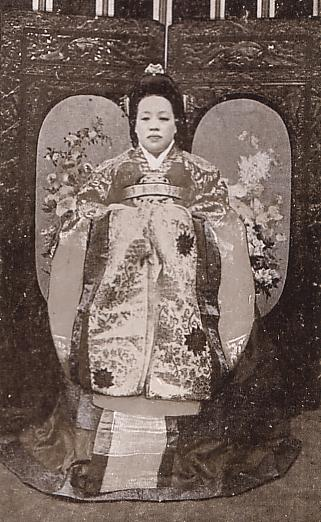
Thuần Hiến Hoàng quý phi

Nội mệnh phụ nhà Triều Tiên ban đầu xếp đặt thứ bậc theo cách gọi của tiền triều Cao Ly, Thái Tổ định lệ gọi mẹ vua là Vương đại phi (왕대비, 王大妃), vợ chính tấn phong tước Phi, lại lấy các mỹ từ như "Tiết", "Hiển", "Tĩnh"... làm huy hiệu, gọi là Tiết phi (절비, 節妃), Hiển phi (현비, 顯妃) hay Tĩnh phi (정비, 靜妃), sau khi mất đều truy phong thụy hiệu Vương hậu (왕후, 王后). Nàng hầu gọi là Cung chúa (궁주, 宮主), Ông chúa (옹주, 翁主), đến năm Thái Tổ thứ 6 (1397) lại đặt thêm các danh vị Hiền nghi (현의, 賢儀), Thục nghi (숙의, 淑儀), Tán đức (찬덕, 贊德), Thuận thành (순성, 順成).
Thế Tông ban dụ định lại thứ bậc ở nội đình, vợ chính của vua đổi gọi làm Vương phi (왕비, 王妃), tôn kính gọi là Trung điện (중전, 中殿), kế dưới định lệ thứ bậc Nội mệnh phụ từ Chính nhất phẩm đến Tòng cửu phẩm, chia hai bậc chính là Nội quan và Cung quan, trong đó Nội quan tức là phi thiếp chính thức mà Cung quan là các chức vị Nữ quan. Nội quan thuộc hàng Tần được ban một mỹ hiệu khi sắc phong, như Hy tần (희빈, 禧嬪), Thục tần (숙빈, 淑嬪), Ánh tần (영빈, 暎嬪), từ Quý nhân đến Thục viên lấy họ mà phân biệt với những nội quan cùng danh phận. Sau án Trương Hy tần dùng thuật phù thủy mưu hại Nhân Hiển Vương hậu, Túc Tông ban chỉ dụ cấm các hậu cung trở thành Trung điện.
Các nội quan là thành viên của Vương thất:
- Tần (빈, 嬪), hàm Chính nhất phẩm.
- Quý nhân (귀인, 貴人), hàm Tòng nhất phẩm.
- Chiêu nghi (소의, 昭儀), hàm Chính nhị phẩm.
- Thục nghi (숙의 淑儀), hàm Tòng nhị phẩm.
- Chiêu dung (소용, 昭容), hàm Chính tam phẩm.
- Thục dung (숙용, 淑容), hàm Tòng tam phẩm.
- Chiêu viên (소원, 昭媛), hàm Chính tứ phẩm.
- Thục viên (숙원, 淑媛), hàm Tòng tứ phẩm.

Dưới nội quan còn có cung quan từ chính ngũ phẩm đến tòng cửu phẩm, họ là các Thượng cung (상궁, 尙宮) và Nội nhân (나인, 內人) giữ nhiệm vụ hầu hạ nhà vua và các thành viên trong vương thất. Các cung nữ được nhà vua sủng hạnh được tấn phong nội quan hoặc Thừa ân Thượng cung (승은상궁, 承恩尙宮), là danh phận tôn quý đứng đầu bậc cung quan. Bạo chúa Yên Sơn Quân hoang dâm vô độ, tuyển chọn trên khắp cả nước những giai nhân tuyệt sắc sung vào nội mệnh phụ, gọi là các nhạc kỹ Hưng thanh (흥청, 興淸), lại đặt thêm các bậc cung tần Thục hoa (숙화, 淑華), Lệ uyển (여완, 麗婉), Lệ viên (여원, 麗媛), Nhàn nga (한아, 閑娥). Trung Tông phản chính, các danh hiệu trên đều bị phế bỏ.
Nội mệnh phụ hầu hạ Vương thế tử ở Đông cung:
- Vương thế tử tần (왕세자빈, 王世子嬪), vợ chính của Vương thế tử, tôn kính gọi là Tần cung (빈궁, 嬪宮).
- Lương đệ (양제, 良娣), hàm tòng nhị phẩm.
- Lương viên (양원, 良媛), hàm tòng tam phẩm.
- Thừa huy (승휘, 承徽), hàm tòng tứ phẩm.
- Chiêu huấn (소훈, 昭訓), hàm tòng ngũ phẩm.
- Thủ khuê (수규, 守閨), Thủ tắc (수칙, 守則), hàm tòng lục phẩm.

## Nhật Bản

### Hoàng cung

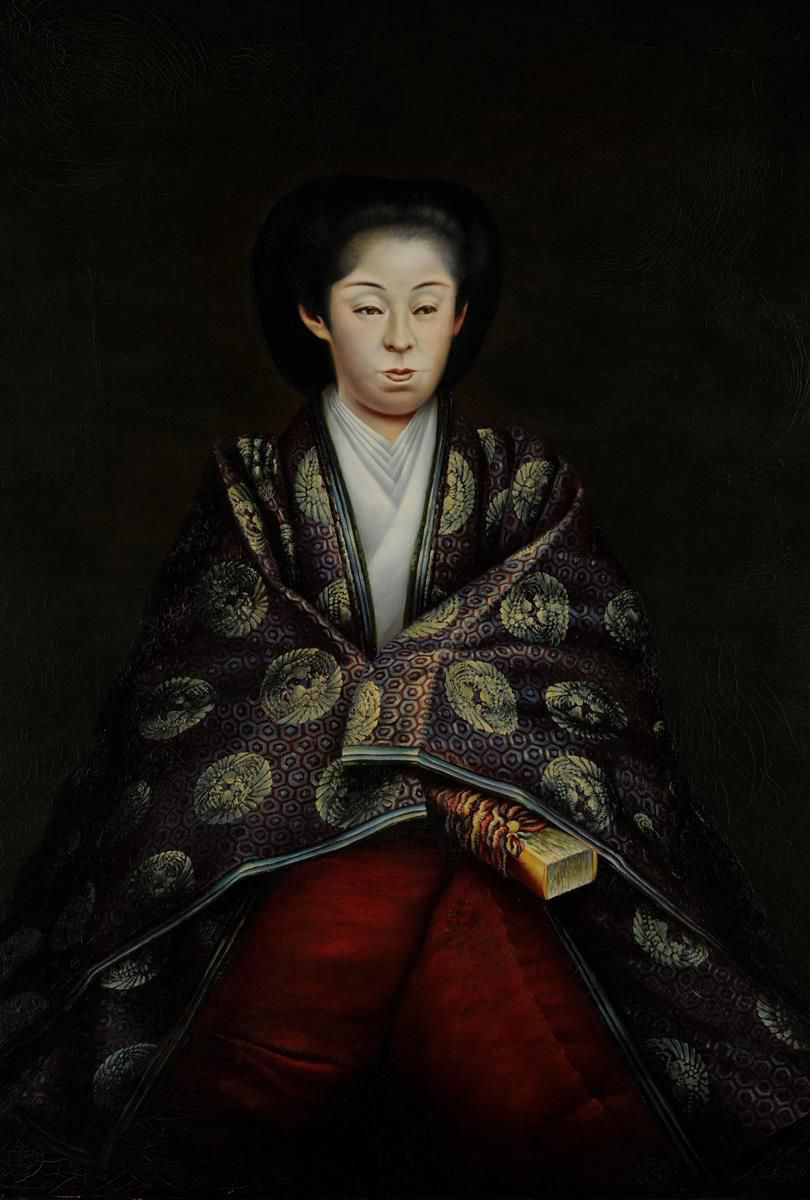
Chân dung Anh Chiếu Hoàng hậu của Araki Kanpo

Thời kỳ Heian là đỉnh cao của trung ương tập quyền khi đạo Khổng Mạnh và những nét phồn hoa trong văn hiến du nhập từ nhà Đường với trung tâm quyền lực là dòng dõi Fujiwara quyền quý. Hoàng hậu và phi tần xuyên suốt thời kỳ Heian và kéo dài đến lịch sử cận đại đều là những hậu duệ của dòng tộc này. 
- Hoàng hậu (こうごう 皇后), đích phu nhân của Thiên hoàng, mang nhã xưng Trung cung (中宮) hay Thu cung (長の宮) do tiếp thu điển cố từ Trung Hoa. Dưới triều Thiên Hoàng Ichijō, dù đã lập chính thất nhưng trước ảnh hưởng từ Quan bạch Michinaga quyền uy bậc nhất triều đình, ngài đã tấn phong ái nữ của Michinaga làm hậu, tôn hiệu là Trung cung (ちゅうぐう 中宮), còn bà nguyên phối đổi thành Hoàng hậu cung (皇后宮), khởi nguồn cho tục đa hậu trong lịch sử Nhật Bản.
- Nữ ngự (にょうご 女御), những cung phi giữ ngôi cao nơi cung cấm, giai hàm từ bậc chính nhị vị xuống đến tòng tứ vị, xuất thân con gái trong tông thất hay thiên kim của các quan đại thần dòng dõi Fujiwara quyền quý. Giới quý tộc cung đình thời Heian thường lấy tên cung thất để phân biệt các bà phi đương triều như Thừa Hương điện Nữ ngự (承香殿女御), Đằng Hồ Nữ ngự (藤壺女御), cũng có trường hợp gọi theo chức quan của cha như Tả Đại thần Nữ ngự (左大臣女御) hay các hoàng nữ tôn hiệu là Vương Nữ ngự (王女御).
- Canh y (こうい 更衣), cung tần của Thiên hoàng, giai hàm từ bậc chính tứ vị trở xuống, xuất thân thiên kim của công khanh và sỹ đại phu.
- Ngự Tức sở (みやすんどころ 御息所), danh vị của những bà nội cung bậc thấp đã sinh con nối dõi cho hoàng thất.
- Ngự Hạp điện Biệt đương (みくしげとののべっとう 御匣殿別当), nữ quan hầu việc phục sức.
- Thượng thị (ないしのかみ 尚侍), trưởng quan của Nội thị ty hầu cận Thiên hoàng, danh vị này là sự ân sủng đặc biệt chỉ dành cho những thiên kim, mệnh phụ thuộc dòng dõi Fujiwara.
- Điển thị (ないしのすけ 典侍), phó quan của Nội thị ty hầu cận Thiên hoàng. Thời kỳ tôn sùng võ đạo khi dòng dõi Mạc chúa nắm quyền cai trị, cung nhân thừa hạnh chỉ được ân tứ Điển thị hoặc Quyền Điển thị (権典侍).

### Mạc phủ

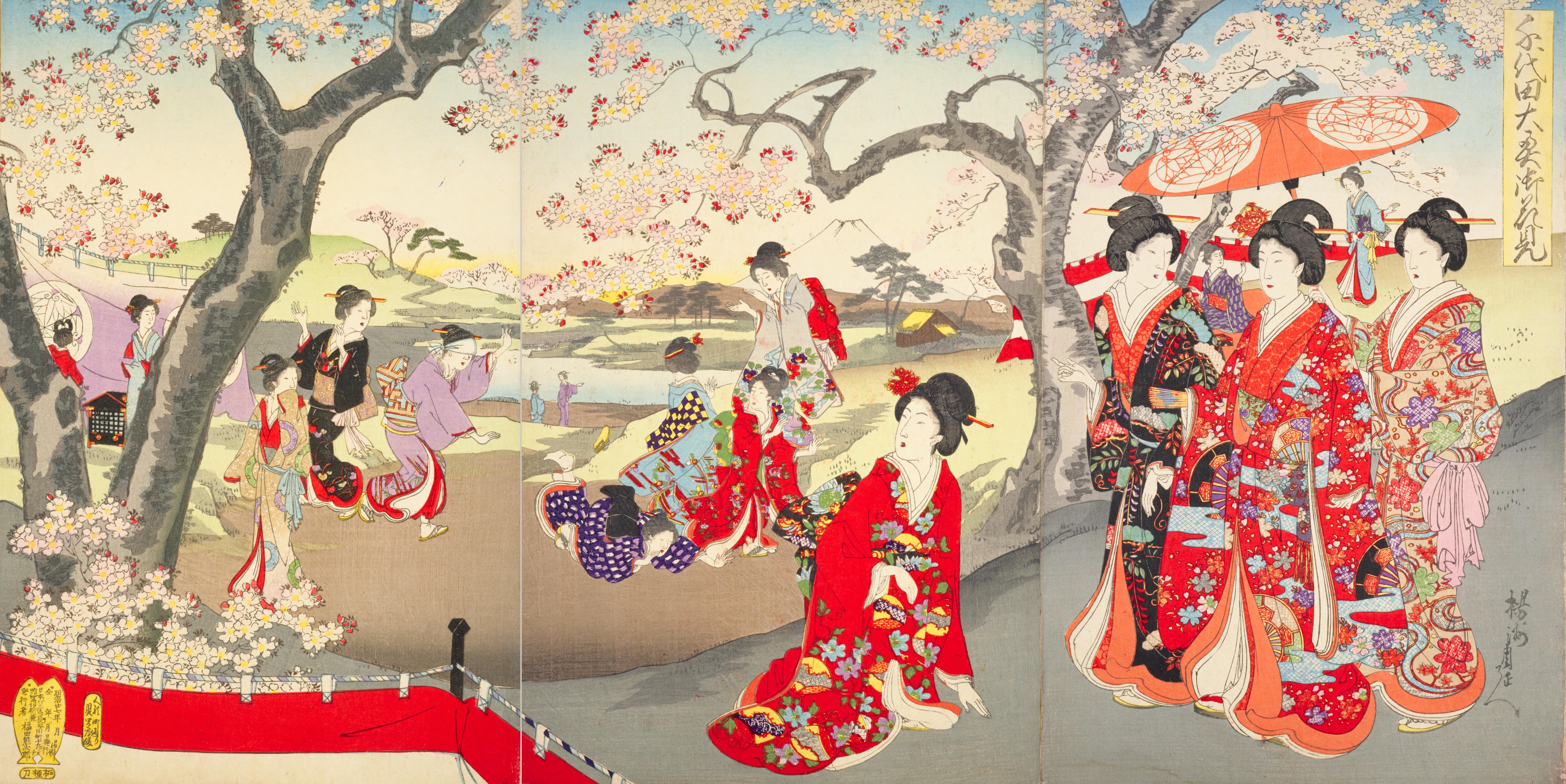
Hậu cung của Shōgun ngắm hoa anh đào

Thời kỳ Mạc phủ Tokugawa, hậui cung thành Edo được biết đến với tên gọi Ōoku (Đại áo, おおおく, 大奥), một xã hội thu nhỏ tập hợp hơn một ngàn nữ nhân, được thành lập bởi Shōgun Hidetada. Từ người vợ chính thất tới các cung tần mỹ nữ, người hầu kẻ hạ trong Ōoku gọi chung là Áo nữ trung (おくじょちゅう, 奥女中), giữ nhiệm vụ phụng sự Tướng quân và gia tộc Tokugawa. Trong đó chỉ một số ít các cung nhân được hưởng ân huệ diện kiến Tướng quân, số còn lại chỉ là hạng hầu bộc chuyên nấu nướng, may vá và những việc nặng nhọc khác. Người vợ chính của Tướng quân gọi là Ngự đài sở (みだいどころ, 御台所) mang danh phận tôn quý nhất, đứng trên hết thảy trong Ōoku. Tuy vậy quyền lực thực tế lại thuộc về các nữ quan tổng quản, những người chịu trách nhiệm trông nom việc nội chính. Các cung nữ có nhan sắc cùng phẩm hạnh đoan trang theo hầu Ngự đài sở gọi là Trung lạp (ちゅうろう, 中臈), được cất nhắc làm nàng hầu của Shōgun. Nàng hầu sinh được con trai nối dõi gọi là Ngự bộ ốc dạng (おへやさま, 御部屋様), sinh con gái gọi là Ngự phúc dạng (おはらさま, 御腹様), hoặc trở thành vợ lẽ chính thức.
Vợ chính và hầu lẽ của Shōgun quá cố, theo điển lệ của giới quý tộc Nhật Bản, được Thiên triều và Mạc phủ ban phong các pháp danh, xuống tóc và lui về thiền tự tu hành như Thiên Chương viện (てんしょういん, 天璋院), chính thất của Iesada, Tĩnh Khoan viện cung (せいかんいんのみや, 静寛院宮),chính thất của Iemochi.
Các tổng quản phụng sự gia tộc Mạc chúa chịu trách nhiệm trông nom việc nội chính:
- Thượng lạp Ngự niên ký (じょうろうおとしより, 上臈御年寄), con gái các dòng dõi huân thần tại kinh đô Kyoto bồi giá theo chính thất Ngự đài sở, bảo trợ lễ nghi và giáo hóa các cung nhân.
- Ngự niên ký (おとしより, 御年寄), xuất thân từ tầng lớp Samurai quyền quý, nắm thực quyền cất đặt sự vụ trong Ōoku.

## Việt Nam

### Lý - Trần

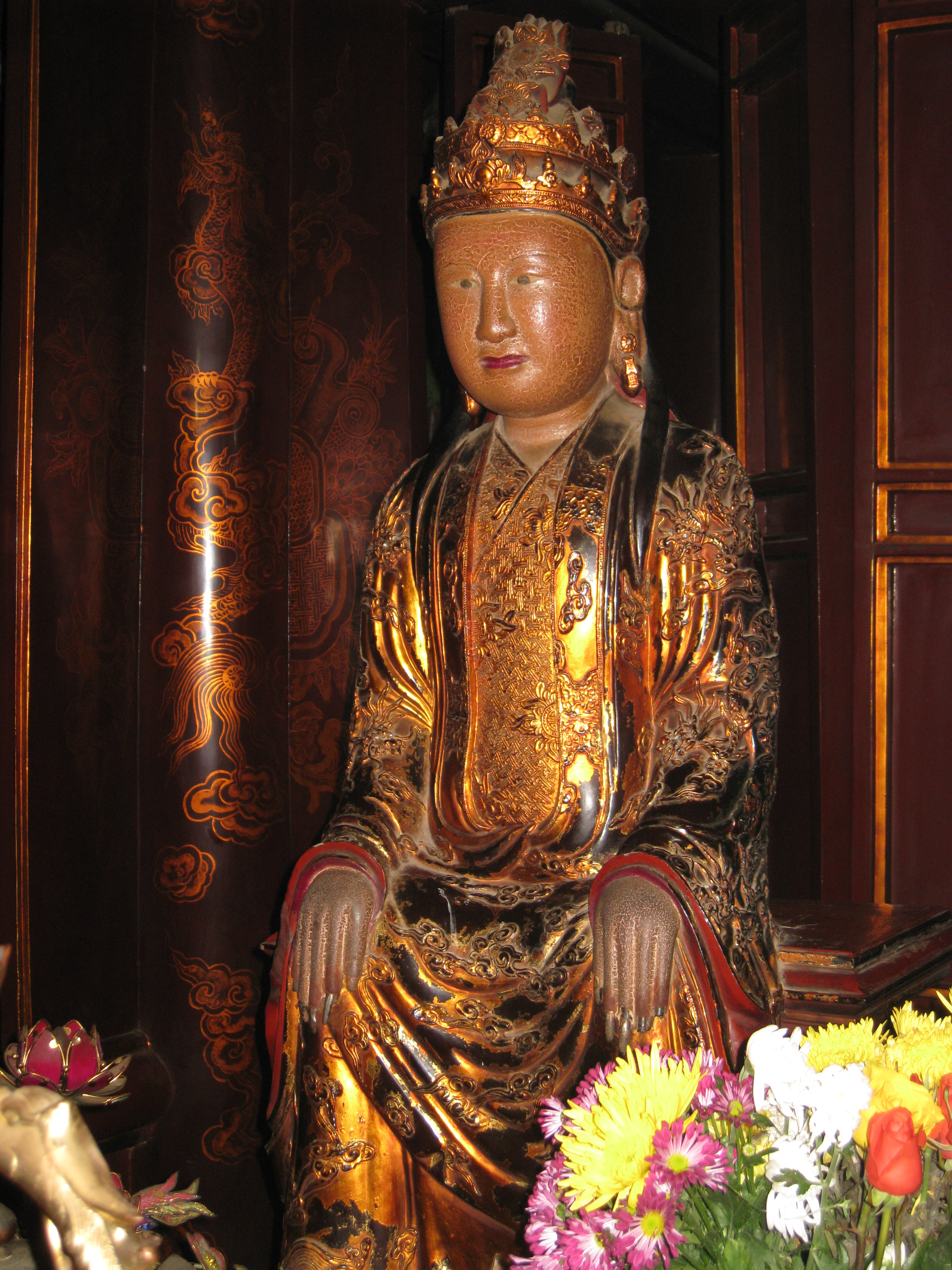
Thái hậu Dương thị

Đại Việt thông sử do Lê Quý Đôn biên soạn có đoạn viết: 
| “ | Quốc thống nước ta nếu vẫn noi gương người xưa, phong tục cũ chưa đổi, có Đinh Tiên Hoàng năm Thái Bình nguyên niên lập năm Hoàng hậu, một là Đan Gia (丹嘉), hai là Trinh Minh (貞明), ba là Kiểu Quốc (矯國), bốn là Cồ Quốc (瞿國), năm là Ca Ông (歌翁). Lê Đại Hành năm Thiên Phúc thứ ba lập Hoàng thái hậu nhà Đinh là Dương thị làm Đại Thắng Minh Hoàng hậu (大勝明), cùng với Phụng Càn Chí Lý (奉乾至理), Thuận Thánh Minh Đạo (順聖明道), Trịnh Quốc (鄭國), Phạm Hoàng hậu là năm Hoàng hậu. Lý Thái Tổ lập sáu Hoàng hậu, duy có đích phu nhân gọi là Lập Giáo hoàng hậu (立教), quy chế xe kiệu và y phục khác hẳn với các cung khác, đến tháng 3 năm Thuận Thiên thứ bảy lại lập thêm ba Hoàng hậu nữa là Tá Quốc (佐國), Lập Nguyên (立元), Lập Giáo (立教). Lý Thái Tông năm Thiên Thành nguyên niên lập bảy Hoàng hậu, có các bà họ Mai, họ Đinh, họ Vương, đến tháng 7 năm Thông Thụy thứ hai lập người thiếp yêu làm Thiên Cảm Hoàng hậu (天感). Lý Nhân Tông năm Thần Vũ thứ tư lập hai Hoàng hậu là Thánh Cực (聖極), Chiêu Thánh (昭聖), đến tháng 1 năm Hội Tường Đại Khánh thứ sáu lại lập thêm ba Hoàng hậu nữa là Lan Anh (蘭英), Khâm Thiên (欽天), Chấn Bảo (震寶). Đều vì vấn vương dục tình mà đề cao vị hiệu, bắt chước thói xấu của người đời Lưu Thông nhà Hán, Thiên Nguyên nhà Chu. | ” |

.

Tục đa hậu của tiền nhân trái với lễ tiết rạch ròi giữa vợ đích, vợ thứ của đạo Khổng Mạnh, sử gia Lê Văn Hưu nhận xét: 
| “ | Trời đất bao dung, nhật nguyệt chiếu tỏ, mới sinh thành vạn vật, nảy nở muôn loài, như Hoàng hậu cùng với Thần Cực thành đôi giai ngẫu, là bậc mẫu nghi đứng đầu nội cung mà cảm hóa thiên hạ. Tự cổ chỉ lập Hoàng hậu một người coi việc nội trị, chưa từng nghe nói lập đến năm người. Tiên Hoàng không kê cứu cổ học, mà kẻ bề tôi đương thời lại không ai giúp sửa cho đúng, để chìm đắm trong tình riêng. Sau đến hai triều Lê, Lý cũng phần nhiều bắt chước làm theo, ấy cũng là từ Tiên Hoàng khởi xướng cái tệ rối loạn cương thường đó vậy. | ” |

.
Lý Thần Tông tháng 2 năm Thiên Thuận nguyên niên sách lập con gái của Điện tiền Chỉ huy sứ Lý Sơn là Lý thị làm Lệ Thiên Hoàng hậu (儷天皇后). Do sự tiếp thu đạo Khổng Mạnh và lễ giáo cung đình phương Bắc hoặc bản thân tục đa hậu của tiền nhân vốn gây nhiều hệ lụy, các bậc Thiên tử trời Nam sau này chỉ lập một Hoàng hậu, giữ nết thuận tòng mà coi việc nội trị, tề chỉnh nghi lễ chốn cung nghiêm.
Đại Việt sử ký toàn thư - Kỷ nhà Lý ghi lại, năm Càn Phu Hữu Đạo thứ ba, Thái Tông ban chỉ dụ đặt phẩm cấp các cung nữ, Hoàng hậu và phi tần mười ba người, Ngự nữ (御女) mười tám người, Nhạc kỹ (樂妓) hơn trăm người. Nội cung có bậc Nguyên phi (元妃) đứng đầu các cung thiếp, chúng thiếp có các Thứ phi (次妃), lại gọi là Thần phi (宸妃), Quý phi (貴妃), Thục phi (淑妃), Đức phi (德妃), Hiền phi (賢妃) và các Phu nhân (夫人). Hoàng hậu và phi tần lệ được ban hai mỹ từ làm huy hiệu, như Lý Thần Tông có ba người thiếp yêu là Cảm Thánh Phu nhân (感聖), Nhật Phụng Phu nhân (日奉), Phụng Thánh Phu nhân (奉聖).
Họ Trần lập Hoàng hậu đều lấy chị em con chú con bác cùng họ, như các bà Nguyên Thánh Thiên Cảm (元聖天感), Khâm Từ Bảo Thánh (欽慈保聖), Thuận Thánh Bảo Từ (順聖保慈), Hiến Từ Tuyên Thánh (憲慈宣聖) và Huy Từ Tá Thánh (徽慈佐聖) đều là con gái trong tông thất. Chế độ nội cung ban đầu xếp đặt thứ bậc theo cách gọi của nhà Lý. Anh Tông đặt thêm hiệu vị cho các giai nhân nơi lầu quỳnh gác ngọc, như Bố lãm (㚴㜮) họ Vương được yêu quý mà sinh Công chúa Huệ Chân. Hai chị em họ Lê là cô của Lê Quý Ly, với vẻ đẹp sắc nước hương trời được Minh Tông sủng ái hơn cả. Người chị là Minh Từ (明慈), em gái cùng mẹ với bà Hiến Từ, được yêu chiều mà sinh ra Hiến Tông và Nghệ Tông, lấy làm Anh Tư Nguyên phi (英姿元妃) đứng đầu các cung thiếp. Người em là Đôn Từ (惇慈), được kén làm Sung viên (充媛), sinh ra Duệ Tông, sau được sách tặng Quang Hiến Thần phi (光憲宸妃).

### Lê - Trịnh
Các vua Nhà Lê sơ thường vì e ngại ngoại thích mà không lập Hoàng hậu, chỉ lấy bậc Quý phi đứng đầu giúp việc nội trị. Trong Đại Việt thông sử có đoạn viết: "Triều Lê ta gia pháp thuận đạo cương thường, kén chọn phi tần tất lấy con gái các dòng dõi công thần cùng con nhà hiền lương, mà lễ tiết phân biệt, tôn ty rạch ròi, không có cái tệ bất chính chốn buồng the của đời trước. Từ Thái Tổ không lập Hoàng hậu, lại trải năm đời vua, quen lấy đó làm phép thường. Các bà Cung Từ (恭慈), Tuyên Từ (宣慈), Quang Thục (光淑), Huy Gia (徽嘉) đều do tự quân lên nối ngôi mà tôn hiệu."
Từ Thái Tổ đến trước thời Hồng Đức, hậu cung dưới hoàng hậu định ra Tam Phi, Cửu Tần và Lục Chức:
[Tam phi; 三妃]: Nguyên phi (元妃), Thần phi (宸妃), Huệ phi (惠妃).
[Cửu tần; 九嬪]
- Tam chiêu (三昭) tức Chiêu nghi (昭儀), Chiêu dung (昭容), Chiêu viên (昭媛).
- Tam tu (三修) tức Tu nghi (修儀) Tu dung (修容), Tu viên (修媛).
- Tam sung (三充) tức Sung nghi (充儀), Sung dung (充容), Sung viên (充媛).

[Lục chức; 六職]: tức sáu chức cung giai là Tiệp dư (婕妤), Dung hoa (容華), Tuyên vinh (宣榮), Tài nhân (才人), Lương nhân (良人), Mỹ nhân (美人). 
Lịch triều hiến chương loại chí cùng Khâm định Việt sử Thông giám cương mục ghi lại, Thánh Tông niên hiệu Hồng Đức (1470 - 1497) định rõ thứ bậc ở nội cung về danh phận cùng lệ cấp điền lộc, truy phong và ấm phong:
- [Tam phi; 三妃]: Quý phi (貴妃), Minh phi (明妃), Kính phi (敬妃). Điền lộc được ban đất thế nghiệp 30 mẫu, ruộng 300 mẫu, bãi trồng dâu 60 mẫu, ruộng tế tự 150 mẫu. Truy phong 2 đời, cha phong Tả Đô đốc (左都督), mẹ phong Đoan nhân (端人), ông nội phong Đô đốc Đồng tri (都督同知), bà nội phong Thuận nhân (順人).
- [Cửu tần; 九嬪]:
  - Tam chiêu (三昭) tức Chiêu nghi (昭儀), Chiêu dung (昭容), Chiêu viên (昭媛). Điền lộc được ban đất thế nghiệp 24 mẫu, ruộng 200 mẫu, bãi trồng dâu 50 mẫu, ruộng tế tự 100 mẫu. Truy phong 1 đời, cha phong Đô đốc Đồng tri (都督同知), mẹ phong Thuận nhân (順人).
  - Tam tu (三修) tức Tu nghi (修儀) Tu dung (修容), Tu viên (修媛). Điền lộc được ban đất thế nghiệp 21 mẫu, ruộng 150 mẫu, bãi trồng dâu 45 mẫu, ruộng tế tự 90 mẫu. Truy phong 1 đời, cha phong Đô đốc Thiêm sự (都督僉事), mẹ phong Thục nhân (淑人).
  - Tam sung (三充) tức Sung nghi (充儀), Sung dung (充容), Sung viên (充媛). Điền lộc được ban đất thế nghiệp 20 mẫu, ruộng 100 mẫu, bãi trồng dâu 30 mẫu, ruộng tế tự 80 mẫu. Truy phong 1 đời, cha phong Đô đốc Chỉ huy sứ (都督指揮使), mẹ phong là Trinh nhân (貞人).
- [Lục chức; 六職]: tức sáu chức cung giai là Tiệp dư (婕妤), Dung hoa (容華), Tuyên vinh (宣榮), Tài nhân (才人), Lương nhân (良人), Mỹ nhân (美人). Điền lộc được ban đất thế nghiệp 18 mẫu, ruộng 70 mẫu, bãi trồng dâu 15 mẫu, ruộng tế tự 70 mẫu. Truy phong 1 đời, cha phong Tổng tri (總知), mẹ phong Huy nhân (徽人).

### Nguyễn

#### Hậu phi[35]

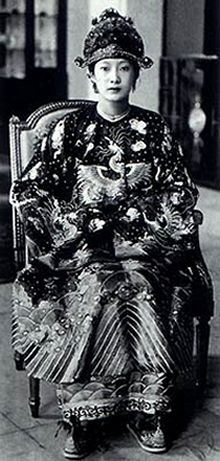
Nam Phương Hoàng Hậu

Nhà Nguyễn theo lệ cũ nhà Lê sơ, để khuyết Trung cung với nhiều lý do, trừ các bà Thừa Thiên, người vợ tào khang theo phò Thế Tổ từ thuở hàn vi và Nam Phương, Hoàng hậu cuối cùng của chế độ phong kiến Việt Nam. Từ Thánh Tổ đến Hoằng Tông chỉ kén người hiền đức giữ ngôi Phi đứng đầu giúp việc nội trị. Riêng bà Lệ Thiên là trường hợp đặc biệt, với danh phận hoàng tẩu của tân quân Hiệp Hòa được tôn huy hiệu Khiêm Hoàng hậu (謙皇后) theo cố mệnh của tiên đế Dực Tông.
Nội các triều Nguyễn - Khâm định Đại Nam hội điển sự lệ ghi lại, vào đầu thời "Quốc sơ", thứ bậc nội cung được quy định:
- [Tam phi; 三妃]: Quý phi (貴妃), Minh phi (明妃), Kính phi (敬妃);
- [Tam tu; 三修]: Tu nghi (修儀) Tu dung (修容), Tu viên (修媛);
- [Cửu tần; 九嬪]: Quý tần (貴嬪), Hiền tần (賢嬪), Trang tần (莊嬪), Đức tần (德嬪), Thục tần (淑嬪), Huệ tần (惠嬪), Lệ tần (麗嬪), An tần (安嬪), Hòa tần (和嬪);
- [Tam chiêu; 三昭]: Chiêu nghi (昭儀), Chiêu dung (昭容), Chiêu viên (昭媛)
- [Tam sung; 三充]: Sung nghi (充儀), Sung dung (充容), Sung viên (充媛).
- [Lục chức; 六職]: Tiệp dư (婕妤), Dung hoa (傛華), Nghi nhân (宜人), Tài nhân (才人), Linh nhân (靈人), Lương nhân (良人);

Chữ "Quốc sơ" này hay có nhìn nhận là đầu thời Gia Long, song theo nhiều biểu hiện nó ám chỉ khoảng đầu thời Chúa Nguyễn. Một điều chứng minh khác, là dưới triều Gia Long và Minh Mạng vẫn xuất hiện những danh vị hoàn toàn không thuộc quy định ở trên, như Mỹ nhân. Có lẽ việc thay đổi danh vị trong Nội đình thời Gia Long so với thời Chúa Nguyễn đã có diễn ra quy mô lớn, song không được ghi chính thức và tỉ mỉ lại như cuộc thay đổi toàn vẹn diễn ra cuối thời Minh Mạng.
Năm Minh Mạng thứ 17 (1836), Thánh Tổ có chỉ dụ định lại thứ bậc ở nội cung: "Nay theo gương cổ nhân, đặt chín bậc phi tần ở nội cung, khiến cho chốn khuê môn trật tự phân minh, phong hóa tôn nghiêm, nối đến muôn đời. Từ hàng nhất giai trở lên thì đặt Hoàng quý phi giúp Hoàng hậu là ngôi chủ quỹ trong cung, cai quản mẫu mực sáu viện, giúp việc nội trị, giữ nghiêm nội chính."
Từ đó, các triều đều thiết lập hạng mức cung giai cố định, dưới Hoàng quý phi đặt ra các bậc:
- Tần ngự có sách phong:

1. Nhất giai Phi (一階妃).
2. Nhị giai Phi (二階妃).
3. Tam giai Tần (三階嬪).
4. Tứ giai Tần (四階嬪).
5. Ngũ giai Tần (五階嬪).
6. Lục giai Tiệp dư (六階婕妤).
7. Thất giai Quý nhân (七階貴人).
8. Bát giai Mỹ nhân (八階美人).
9. Cửu giai Tài nhân (九階才人).
10. Tài nhân vị nhập giai (才人未入階).

- Tần ngự không có sách phong:

1. Cung nhân (宮人).
2. Cung nga (宮娥).
3. Thị nữ (侍女)[36].

- Dưới cùng là các bậc Nữ quan cùng Cung nữ, có trách nhiệm quản lý phục dịch trong cung ở Lục thượng (六尚).

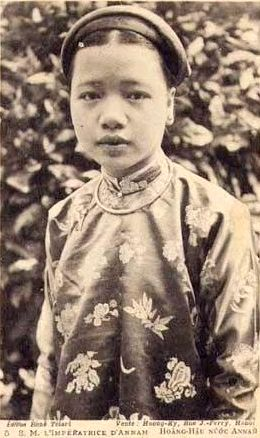
Ân phi Hồ Thị Chỉ, vợ vua Khải Định

Bậc Tần trở lên, qua các triều sẽ định riêng các huy hiệu, trước sau sẽ phân cao thấp trong cùng một bậc. Ví dụ chính năm Minh Mạng thứ 17, Thánh Tổ đã chiếu định các huy hiệu như sau:
- Nhất giai: Quý phi (貴妃), Hiền phi (賢妃), Thần phi (宸妃).
- Nhị giai: Gia phi (嘉妃), Thục phi (淑妃), Huệ phi (惠妃).
- Tam giai: Quý tần (貴嬪), Hiền tần (賢嬪), Trang tần (莊嬪).
- Tứ giai: Đức tần (德嬪), Thục tần (淑嬪), Huệ tần (惠嬪).
- Ngũ giai: Lệ tần (麗嬪), An tần (安嬪), Hòa tần (和嬪).

Cùng lúc ấy, Thánh Tổ sách phong truy tặng bà nguyên phối là Chiêu nghi (昭儀) Hồ thị làm Thần phi, lấy tên thụy là Thuận Đức (順德), tấn phong Hiền tần Ngô thị làm Hiền phi, còn từ Trang tần trở xuống gồm 26 người.
Các danh hiệu không cố định mà thay đổi qua các triều vua hoặc trong cùng một triều. Ngay trong năm Minh Mạng thứ 17, sau khi bàn định rõ 5 bậc đầu có thứ tự như vậy, thì vào năm Minh Mạng thứ 19 (1838), Thánh Tổ có chỉ dụ thay đổi trong bậc Ngũ giai như sau: "Nguyên trước định lệ cung giai rằng, Lệ tần, An tần, Hòa tần làm bậc Ngũ giai, nay đổi làm An tần, Hòa tần, Lệ tần".
Mặc dù nội cung triều Nguyễn được phân làm chín bậc nhưng số lượng cung tần mỹ nữ thời bấy giờ không nhiều. Thánh Tổ có số lượng phi tần nhiều nhất với 43 phi tần sinh hạ 162 người con được chép trong Nguyễn Phúc tộc thế phả, nhưng dưới niên hiệu Minh Mạng, cung tần mỹ nữ chốn nội cung, kể cả Nữ quan và Thị nữ có lẽ không quá 200 người. Như năm Minh Mạng thứ 9 (1828), Kinh kỳ lụt to, Thánh Tổ xuống dụ: "Từ xưa đến nay lụt mùa thu, chưa bao giờ như thế. Nước là tượng âm, hoặc giả âm khí u uất mà thành ra thế chăng? Hiện nay cung nhân có danh vị chỉ có 16, 17 người, tất cả các ban chưa quá trăm người, đủ để sai khiến trong cung mà thôi."
Hoàng tử nhà Nguyễn khi đến tuổi trưởng thành được ban tước Công, phải xuất phủ kén vợ gọi là nạp phi hay nạp thiếp. Nàng dâu được triều đình cưới hỏi gọi là Phủ thiếp (府妾), nàng hầu gọi là Đằng thiếp (藤妾) hay Dắng thiếp (媵妾).

#### Nữ quan nội đình
Năm Minh Mạng thứ 17 (1836) đặt Lục thượng (六尚) do các nữ quan đảm nhiệm, định rõ chức phận giữ nội chính cho được tề chỉnh. Sang năm Thiệu Trị thứ 3 (1843), đặt thêm các cơ quan nhỏ trong Lục thượng để cai quản tỉ mỉ. Hoàn thiện thêm chế độ Lục thượng gồm:
- Thượng nghi (尚儀), coi việc lễ tiết và giáo hóa điển phạm nội cung. Trong đó chia ra các bậc quản lý:

Bậc đầu gọi là Chưởng nghi (掌儀), Chưởng lễ (掌禮). Bậc thứ gọi là Tư hương (司香), Tư chương (司章). Bậc trung gọi là Điển thư (典事), Điển hàn (典翰).
- Thượng thực (尚食), sau đổi làm Thượng diên (尚筵), hầu ngự thiện và phụng tiến các thức ăn. Trong đó chia ra các bậc quản lý:

Bậc đầu gọi là Chưởng diên (掌筵), Chưởng yến (掌宴). Bậc thứ gọi là Tư trà (司茶), Tư thiện (司膳). Bậc trung gọi là Điển soạn (典僎), Điển dao (典醪).
- Thượng trân (尚珍), coi giữ ngọc châu, trân bảo. Trong đó chia ra các bậc quản lý:

Bậc đầu gọi là Chưởng châu (掌珠), Chưởng ngọc (掌玉). Bậc thứ gọi là Tư kim (司金), Tư ngân (司銀). Bậc trung gọi là Điển hoàn (典鍰), Điển mân (典緡).
- Thượng y (尚衣), phụng hầu mũ áo và coi giữ xiêm y bốn mùa. Trong đó chia ra các bậc quản lý:

Bậc đầu gọi là Chưởng bào (掌袍), Chưởng cừu (掌裘). Bậc thứ gọi là Tư y (司衣), Tư phi (司緋). Bậc trung gọi là Điển nhu (典襦), Điển chẩn (典袗).
- Thượng phục (尚服), coi việc màn trướng. Trong đó chia ra các bậc quản lý:

Bậc đầu gọi là Chưởng duy (掌帷), Chưởng vi (掌幃). Bậc thứ gọi là Chưởng thường (掌裳), Chưởng đới (掌帶). Bậc trung gọi là Điển khâm (典衾), Điển nhục (典褥).
- Thượng khí (尚器), sau đổi làm Thượng thảng (尚帑), coi giữ nội khố. Trong đó chia ra các bậc quản lý:

Bậc đầu gọi là Chưởng trân (掌珍), Chưởng ngoạn (掌玩). Bậc thứ gọi là Tư thảng (司帑), Tư khí (司器). Bậc trung gọi là Điển cẩm (典錦), Điển thái (典采).
Lại đặt sáu cấp nữ quan:
- Quản sự (管事) làm bậc thủ đẳng, lương bổng hằng tháng 6 quan tiền, 3 phương gạo.
- Thống sự (統事) làm bậc thứ đẳng, lương bổng hằng tháng 5 quan tiền, 2 phương gạo.
- Thừa sự (承事) làm bậc trung đẳng, lương bổng hằng tháng 4 quan tiền, 2 phương gạo.
- Tùy sự (隨事) cùng Quản ban (管班) làm bậc á đẳng, lương bổng hằng tháng 3 quan tiền, 1 phương gạo.
- Tòng sự (從事) cùng Lãnh ban (領班) làm bậc hạ đẳng, lương bổng hằng tháng 2 quan tiền, 1 phương gạo.
- Trưởng ban (長班) làm bậc mạt đẳng, lương bổng hằng tháng 1 quan 5 tiền, 1 phương gạo.

#### Điển lệ nội cung
- Quốc Sử quán ghi lại trong Đại Nam thực lục, năm Tự Đức thứ 23 (1870), chuẩn định điển lễ hành xử trong nội cung:

Các phi tần vào chầu Hoàng quý phi ở nơi Viện của Hoàng quý phi, lần lượt Phi, Tần lễ chắp tay cung kính hai vái, Hoàng quý phi đứng đáp lễ một vái, còn từ Tiệp dư xuống đến Tài nhân, đều lễ ba vái, Hoàng quý phi không vái đáp lễ, rồi chiểu theo thứ bậc cung giai mà xếp đặt đến chỗ ngồi, không ngồi cùng chiếu với Hoàng quý phi. Khi hầu chuyện xong xin cáo biệt lui về, các phi tần chiểu theo lệ trước mà hành lễ. Hoàng quý phi nhân coi việc nội trị mà ngự đến lầu hồng, điện thúy của phi tần, việc lễ tiết và chỗ ngồi đều chiểu theo lệ trước. Còn Phi, Tần tiếp kiến nhau hay như Tiệp dư xuống đến Tài nhân tiếp kiến nhau, khi mới tiếp kiến hay cáo biệt về đều lễ chào một vái, đáp lễ một vái. Tiệp dư xuống đến Tài nhân yết kiến Phi, Tần đều chắp tay hành lễ hai vái, Phi, Tần đối với Tiệp dư đáp lễ một vái, còn từ Quý nhân trở xuống đều không đáp lễ, còn chỗ ngồi cũng xếp đặt theo thứ bậc cung giai. Tài nhân vị nhập giai xuống đến Cung nga, Thể nữ, khi đến chầu các phi tần, Tài nhân vị nhập giai lễ lạy các Phi, Cung nhân trở xuống quỳ lễ lạy các Tần, đều hành lễ một lạy rồi chiểu theo thứ bậc mà đứng hầu hai bên tả hữu. Khi bề trên hỏi chuyện thì kẻ dưới tôn kính thưa "dạ", "bẩm", đáp lời kẻ dưới thì bề trên nên "vâng" giữ lễ.
- Nơi ở của các phi tần đều phân bố ra trong khu vực Lục viện (六院), gồm: viện Thuận Huy, viện Đoan Huy, viện Đoan Thuận, viện Đoan Hòa, viện Đoan Trang và viện Đoan Tường. Ngoài ra, cũng có các viện Lý Thuận (làm năm 1837), cải thành Tả Hữu tòng viện dùng để làm nơi cho các cung phi triều trước (vào năm 1841).
- Các phi tần tiền triều có 4 lựa chọn chính sau khi Hoàng đế băng hà. Thứ nhất là theo lên lăng viên để thủ tiết, thứ hai là ở tại các hậu viện sau Phụng Tiên điện hoặc Bảo Định cung thờ phụng hương khói, cuối cùng là theo con trai ra ở trong tư phủ. Ba loại này đều do triều đình (hoặc tự người con) sẽ cấp lương nuôi sống. Một loại nữa là có thể thả về nhà, khi ấy có mất đi vì lý do gì, triều đình cũng không quản việc mai táng.

## Thái Lan
Quốc vương của Vương quốc Thái Lan cũng có thiết lập chế độ tước vị riêng cho hậu cung của Ngài. 
Trong hậu cung, Vương hậu là tước vị tôn quý nhất, nhưng lại có hai cấp bậc cao cấp là 「Rajini」và 「Rajadevi」, khi dịch sang tiếng Anh cả hai tước vị này thường được dịch thành ["Queen"] cùng ["Royal Consort"]. Những người đứng đầu đặc biệt sẽ có kính xưng "Somdet Phra" (สมเด็จพระ). Bên dưới còn tầng lớp khác nhau từ công chúa cao quý đến thường dân đều được xếp vào các cấp bậc riêng.
| Cấp bậc                                    | Danh xưng                                        | Kính xưng | Ghi chú |
| Vương chính hậu                            |                                                  | | |
| Somdet Phra Akkhara Mahesi สมเด็จพระอัครมเหสี | Somdet Phra Boromma Rajininat สมเด็จพระบรมราชินีนาถ | Vương hậu bệ hạ (Her Majesty, the Queen) Somdet Phra Nang Chao + Tên + Phra Boromma Rajini Nat               | Trong đó Nat (นาถ) có nghĩa là "bảo bọc, che chở". Danh xưng dành cho Vương hậu từng nhiếp chính thay Quốc vương, mang ý nghĩa tôn vinh địa vị thực quyền. |
| Somdet Phra Akkhara Mahesi สมเด็จพระอัครมเหสี | Somdet Phra Boromma Rajini สมเด็จพระบรมราชินี       | Vương hậu bệ hạ (Her Majesty, the Queen) Somdet Phra Nang Chao + Tên+ Phra Boromma Rajini                    | Danh xưng dành cho Vương hậu khi quốc vương đã thụ lễ đăng quang. |
| Somdet Phra Akkhara Mahesi สมเด็จพระอัครมเหสี | Somdet Phra Rajini สมเด็จพระราชินี                  | Somdet Phra Rajini + Tên                                                                                     | Danh xưng dành cho Vương hậu khi Quốc vương chưa thụ lễ đăng quang. |
| Vương thứ hậu hoặc Vương phi               |                                                  | | |
| Phra Mahesi พระมเหสี                        | Somdet Phra Boromma Rajadevi สมเด็จพระบรมราชเทวี   | Vương hậu bệ hạ (Her Majesty, the Queen) Somdet Phra Nang Chao + Tên + Phra Boromma Rajadevi                 | Đây là danh xưng cao quý nhất nếu người này là xuất thân từ một công chúa vương thất. Đây cũng từng là danh xưng chính thức chỉ dành cho Vương hậu của Quốc vương Chulalongkorn. |
| Phra Mahesi พระมเหสี                        | Somdet Phra Akkhara Rajadevi สมเด็จพระอัครราชเทวี   | Vương hậu bệ hạ (Her Majesty, the Queen) Somdet Phra Nang Chao + Tên + Phra Akkhara Rajadevi                 | |
| Phra Mahesi พระมเหสี                        | Phra Akkhara Rajadevi พระอัครราชเทวี               | Vương phi điện hạ (Her Royal Highness, Princess, Royal Consort) Phra Nang Chao + Tên + Phra Akkhara Rajadevi | |
| Phra Mahesi พระมเหสี                        | Phra Vora Rajadevi พระวรราชเทวี                   | Vương phi điện hạ (Her Royal Highness, Princess, Royal Consort) Phra Nang Chao + Tên + Phra Vora Rajadevi    | |
| Phra Mahesi พระมเหสี                        | Phra Rajadevi พระราชเทวี                          | Vương phi điện hạ (Her Royal Highness, Princess, Royal Consort) Phra Nang Chao + Tên + Phra Rajadevi         | |
| Phra Mahesi พระมเหสี                        | Phra Nang Ther พระนางเธอ                         | Thứ phi điện hạ (Her Royal Highness, Princess, Royal Consort) Phra Nang Ther + Tên                           | |
| Phra Mahesi พระมเหสี                        | Phra Akkhara Chaya Ther พระอรรคชายาเธอ           | Thứ phi điện hạ (Her Highness, Princess, Royal Consort) Phra Akkhara Chaya Ther + Tên                        | |
| Phra Mahesi พระมเหสี                        | Phra Raja Chaya Ther พระราชชายาเธอ               | Thứ phi điện hạ (Her Highness, Princess, Royal Consort) Phra Raja Chaya Ther + Tên                           | |
| Ngự thiếp                                  |                                                  | | |
| Phra Sanom พระสนม                          | Chao Khun Phra เจ้าคุณพระ                          | Chao Khun Phra + Tên                                                                                         | Những người thụ tước vị này gồm có: - Công chúa ngoại quốc - Các vị Mom Rajawongse (หม่อมราชวงศ์) - Các vị Mom Luang (หม่อมหลวง) - Thường dân Trong suốt thời gian mang thai, các phi tần sẽ được gọi bằng tước vị Chao Chom Manda + Tên (Manda có nghĩ là "mẹ"). Danh xưng Phra Bắt đầu sử dụng thời Rama VI |
| Phra Sanom พระสนม                          | Chao Khun Chom Manda เจ้าคุณจอมมารดา               | Chao Khun Chom Manda + Tên                                                                                   | Những người thụ tước vị này gồm có: - Công chúa ngoại quốc - Các vị Mom Rajawongse (หม่อมราชวงศ์) - Các vị Mom Luang (หม่อมหลวง) - Thường dân Trong suốt thời gian mang thai, các phi tần sẽ được gọi bằng tước vị Chao Chom Manda + Tên (Manda có nghĩ là "mẹ"). Danh xưng Phra Bắt đầu sử dụng thời Rama VI |
| Phra Sanom พระสนม                          | Chao Chom Manda เจ้าจอมมารดา                      | Chao Chom Manda + Tên                                                                                        | Những người thụ tước vị này gồm có: - Công chúa ngoại quốc - Các vị Mom Rajawongse (หม่อมราชวงศ์) - Các vị Mom Luang (หม่อมหลวง) - Thường dân Trong suốt thời gian mang thai, các phi tần sẽ được gọi bằng tước vị Chao Chom Manda + Tên (Manda có nghĩ là "mẹ"). Danh xưng Phra Bắt đầu sử dụng thời Rama VI |
| Phra Sanom พระสนม                          | Chom Manda จอมมารดา                              | Chom Manda + Tên                                                                                             | Những người thụ tước vị này gồm có: - Công chúa ngoại quốc - Các vị Mom Rajawongse (หม่อมราชวงศ์) - Các vị Mom Luang (หม่อมหลวง) - Thường dân Trong suốt thời gian mang thai, các phi tần sẽ được gọi bằng tước vị Chao Chom Manda + Tên (Manda có nghĩ là "mẹ"). Danh xưng Phra Bắt đầu sử dụng thời Rama VI |
| Phra Sanom พระสนม                          | Chao Chom เจ้าจอม                                 | Chao Chom + Tên                                                                                              | Những người thụ tước vị này gồm có: - Công chúa ngoại quốc - Các vị Mom Rajawongse (หม่อมราชวงศ์) - Các vị Mom Luang (หม่อมหลวง) - Thường dân Trong suốt thời gian mang thai, các phi tần sẽ được gọi bằng tước vị Chao Chom Manda + Tên (Manda có nghĩ là "mẹ"). Danh xưng Phra Bắt đầu sử dụng thời Rama VI |
| Phra Sanom พระสนม                          | Phra พระ                                         | Phra + Tên                                                                                                   | Những người thụ tước vị này gồm có: - Công chúa ngoại quốc - Các vị Mom Rajawongse (หม่อมราชวงศ์) - Các vị Mom Luang (หม่อมหลวง) - Thường dân Trong suốt thời gian mang thai, các phi tần sẽ được gọi bằng tước vị Chao Chom Manda + Tên (Manda có nghĩ là "mẹ"). Danh xưng Phra Bắt đầu sử dụng thời Rama VI |

## Khối quốc gia Hồi giáo

### Thổ Nhĩ Kỳ
Nói đến lịch sử Thổ Nhĩ Kỳ, đa phần đều đang chỉ đến Đế quốc Ottoman. Hậu cung của Ottoman được gọi là Harem-i Hümâyûn (حرم همايون), cũng gọi Harām (حَرَام), có nghĩa là "Nơi cấm", tọa lạc một phần trong Cung điện Topkapı. Chỉ có Sulṭān, vị chúa tể cai trị đế quốc và con trai của ngài mới được phép đặt chân tới Harām. Sự cấm kỵ khắc nghiệt tới mức nhà chép sử Dursun Bay ghi lại:「"Nếu mặt trời là giống đực thì nó cũng bị cấm soi sáng vào hậu cung"」. Thánh luật của nhà tiên tri Muhammad nghiêm cấm đàn ông theo Hồi giáo có nhiều hơn 4 người vợ, nhưng các Sultan với đặc quyền của bậc vua chúa là ngoại lệ, coi những cung tần mỹ nữ là thước đo giàu sang và quyền lực.

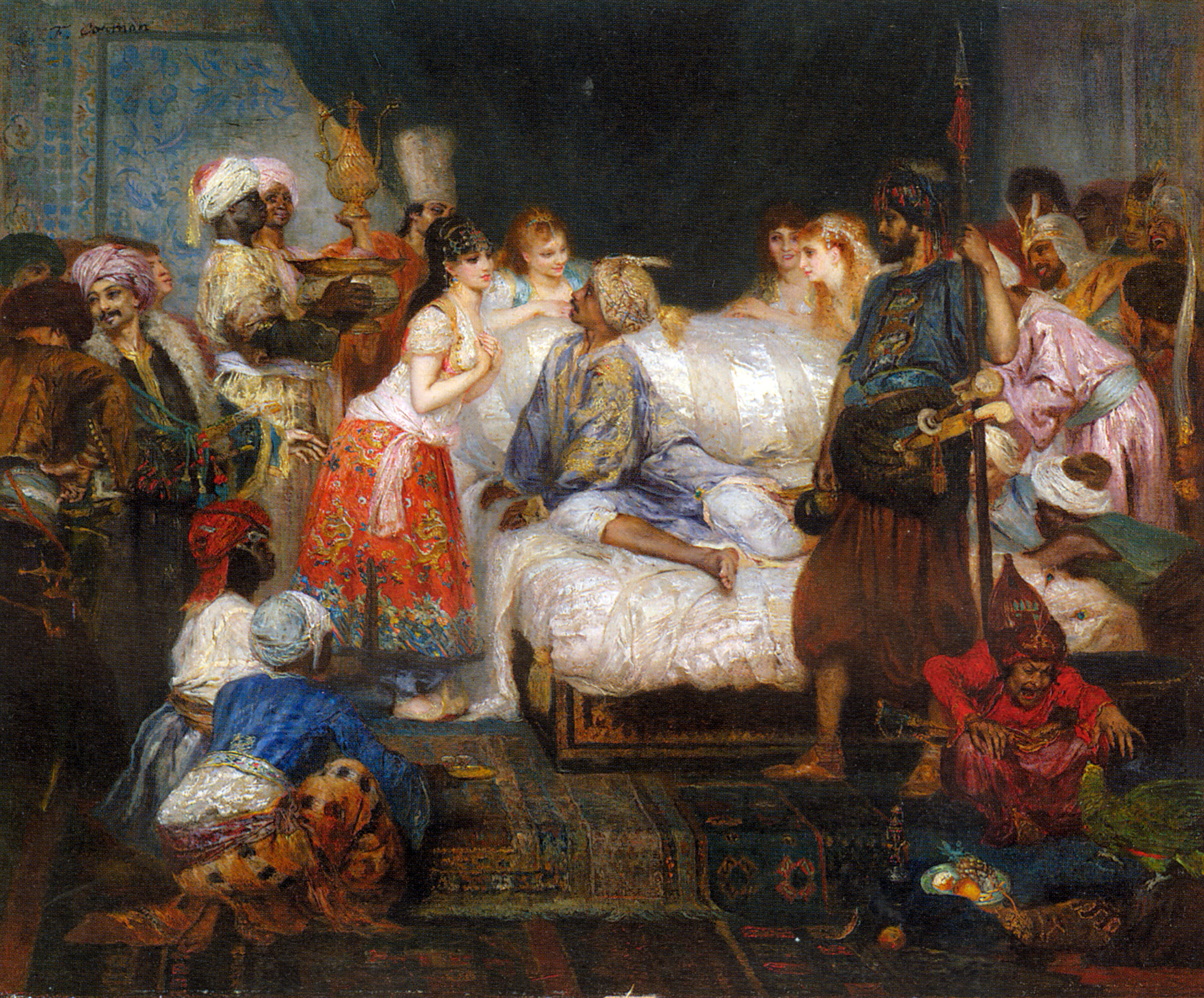
Hậu cung của Sulṭān

Bên trong Harām cũng có hệ thống thứ bậc chặt chẽ và mỗi danh vị đều có tên gọi riêng. Quyền lực tối cao nơi cung cấm thuộc về mẹ của Sulṭān gọi là Válıde Sulṭān (والده سلطان), giữ trách nhiệm trông nom, cất đặt việc nội trị với phụ tá là các nội quan cao cấp Kapı Ağa và  Kızlar Ağası. Đối với hôn phối của Sultan, trước thời kỳ Suleiman I, chỉ có danh xưng Khatun (خاتون) để gọi các phi tần của một Sultan, không phân chính và thứ mà chỉ ai trước hoặc có con trai lớn thì địa vị tự nhiên sẽ cao. Bắt đầu từ Suleiman, trong các phi tần của Sultan có một người sẽ là Ḫāṣekī Sulṭān (خاصکى سلطان) - vị trí đứng đầu tất cả, tương đương Hoàng hậu, cú pháp đầy đủ của tước hiệu này là 「Devletlû İsmetlu (tên hiệu được ban) Haseki Sultân Aliyyetü'ş-Şân Hazretleri」. Và người đầu tiên có được tước hiệu này là Hurrem Sultan - một người phụ nữ quyền thế khởi đầu cho thời kỳ các Nữ Sultan chuyên chính ở Ottoman kéo dài đến trọn 2 thế kỉ, được gọi là 「Kadınlar saltanatı」hay 「Sultanate of Women」.
Từ sau đời Ahmed III, khoảng đầu thế kỉ 18, triều đình Ottoman không còn dùng tước hiệu Ḫāṣekī Sulṭān để gọi các người vợ chính nữa, đến cả thành tố Sulṭān cũng không dùng cho phi tần nữa mà chỉ là tước hiệu riêng cho mẹ và chị em của Sultan. Do vậy triều đình Ottoman quyết định lập ra 3 bậc tước vị mới, trong đó gọi là vợ tức là Kadın (قادین), mà thiếp có hai hạng là Ikbal và Gözdes - đều được gọi chung là các Hanım (پیوسته). Cả ba bậc này đều chia ra lần lượt 8 đẳng, 6 đẳng và 5 đẳng riêng:
- Bát đẳng Kadın:

1. Başkadın, Başkadınefendi or Devletlu İsmetlu (tên hiệu) Başkadınefendi Hazretleri — dành cho vợ cả;
2. İkinci Kadın, İkinci Kadınefendi or Devletlu İsmetlu (tên hiệu) İkinci Kadınefendi Hazretleri — dành cho vợ thứ 2;
3. Üçüncü Kadın, Üçüncü Kadınefendi or Devletlu İsmetlu (tên hiệu) Üçüncü Kadınefendi Hazretleri — dành cho vợ thứ 3;
4. Dördüncü Kadın, Dördüncü Kadınefendi or Devletlu İsmetlu (tên hiệu) Dördüncü Kadınefendi Hazretleri — dành cho vợ thứ 4;
5. Beşinci Kadın, Beşinci Kadınefendi or Devletlu İsmetlu (tên hiệu) Beşinci Kadınefendi Hazretleri — dành cho vợ thứ 5;
6. Altıncı Kadın, Altıncı Kadınefendi or Devletlu İsmetlu (tên hiệu) Altıncı Kadınefendi Hazretleri — dành cho vợ thứ 6;
7. Yedinci Kadın, Yedinci Kadınefendi or Devletlu İsmetlu (tên hiệu) Yedinci Kadınefendi Hazretleri — dành cho vợ thứ 7;
8. Sekizinci Kadın, Sekizinci Kadınefendi or Devletlu İsmetlu (tên hiệu) Sekizinci Kadınefendi Hazretleri — dành cho vợ thứ 8;

Các vị Kadın được gọi hẳn là vợ, đây là bởi vì chế độ Hồi giáo của Ottoman cho phép một người đàn ông có thể cưới nhiều vợ lẫn nạp nhiều thiếp, trong đó Sultan có thể cưới được những người "vợ" - tức được pháp luật công nhận - từ 4 người đến 8 người, gấp đôi một người đàn ông bình thường có thể đạt tới. Những người vợ này chỉ có thứ tự khác nhau, còn như quyền lợi là như nhau, con cái do họ sinh ra đều được xem là "Con vợ cả" chính thức.
- Lục đẳng Ikbal:

Một phi tần của đế quốc Ottoman

1. Baş İkbâl, Başhanımefendi hoặc Devletlu Baş-İkbâl (tên hiệu) Hanımefendi Hazretleri;
2. İkinci İkbâl, İkinci Hanımefendi hoặc Devletlu İkinci İkbâl (tên hiệu) Hanımefendi Hazretleri;
3. Üçüncü İkbâl, Üçüncü Hanımefendi hoặc Devletlu Üçüncü İkbâl (tên hiệu) Hanımefendi Hazretleri;
4. Dördüncü İkbâl, Dördüncü Hanımefendi hoặc Devletlu Dördüncü İkbâl (tên hiệu) Hanımefendi Hazretleri;
5. Beşinci İkbâl, Beşinci Hanımefendi hoặc Devletlu Beşinci İkbâl (tên hiệu) Hanımefendi Hazretleri;
6. Altıncı İkbâl, Altıncı Hanımefendi hoặc Devletlu Altıncı İkbâl (tên hiệu) Hanımefendi Hazretleri;

- Ngũ đẳng Gözdes:

1. Baş Gözde, Başhanım hoặc (tên hiệu) Başhanımefendi Hazretleri;
2. İkinci Gözde, İkinci Hanım hoặc (tên hiệu) İkinci Hanımefendi Hazretleri;
3. Üçüncü Gözde, Üçüncü Hanım hoặc (tên hiệu) Üçüncü Hanımefendi Hazretleri;
4. Dördüncü Gözde, Dördüncü Hanım hoặc (tên hiệu) Dördüncü Hanımefendi Hazretleri;
5. Beşinci Gözde, Beşinci Hanım hoặc (tên hiệu) Beşinci Hanımefendi Hazretleri;

Chữ Ikbal trong ngôn ngữ Ottoman có nghĩa là "May mắn", còn Gözdes là "Sủng ái", hai hạng này đều chịu sự sủng ái của Sultan hoặc phải mang thai mới được gia phong. Dưới nữa là Cariye (دېدەك) - nghĩa là "Nữ nô", đây là những Nữ tỳ phục vụ trong Harām, đối tượng là từ Sultan đến Válıde Sulṭān thậm chí là con cái của Sultan. Thân phận thấp kém nhất, tuy nhiên các Cariye cũng là hạng người đông đảo nhất. Nếu làm việc tốt, họ có thể trở thành những Thị hầu cấp cao có đãi ngộ tốt hơn như Kalfa và Usta, mặc khác họ cũng có thể được sủng hạnh mà làm phi tần. Sau khoảng 9 năm phục vụ, họ được trả tự do.

### Ấn Độ
Lịch sử Ấn Độ phức tạp, chủ yếu vì vùng lục địa này bị chia cắt bởi nhiều tiểu vương quốc khác nhau, lại có thêm sự tách biệt giữa các vùng theo Hồi giáo Sunni lẫn Ấn Độ giáo. Triều đại Mughal được biết đến nhiều nhất trong lịch sử Ấn Độ, là triều đại theo Hồi giáo Sunni, do đó một hoàng đế có thể có nhiều vợ và thiếp.
Hậu cung của Mughal được gọi là ḥarīm (حريم), có nghĩa là "Nơi thiêng liêng không thể xâm phạm", một từ cùng gốc với từ Harām của Đế quốc Ottoman. Do theo chế độ Hồi giáo, một Hoàng đế Mughal có nhiều vợ lẫn thiếp. Vợ, hay "Thê tử", tức là người phụ nữ theo luật pháp trở thành hôn phối của Hoàng đế, xuất thân đa phần là Công chúa từ chính Hoàng tộc Timurid hoặc Vương thất hay Quý tộc Ấn Độ bản địa. Người vợ cả của Hoàng đế được trao cho danh xưng Padshah Begum (پادشاہ بیگم), trong đó thành tố Padshah có nghĩa là "Đứng đầu", còn Begum là một danh hiệu cổ dành cho những người phụ nữ cao quý xuất thân dòng dõi Vua chúa. Dù cho có nhiều vợ, chỉ có một người đương thời là có thể được ban danh hiệu Padshah Begum, do đó danh hiệu này rất tương ứng với Hoàng hậu của khối Đông Á. Bình thường ḥarīm của một đời hoàng đế có hơn 5.000 phụ nữ, ngoài thê thiếp thì chính là mẹ và chị em gái của hoàng đế.

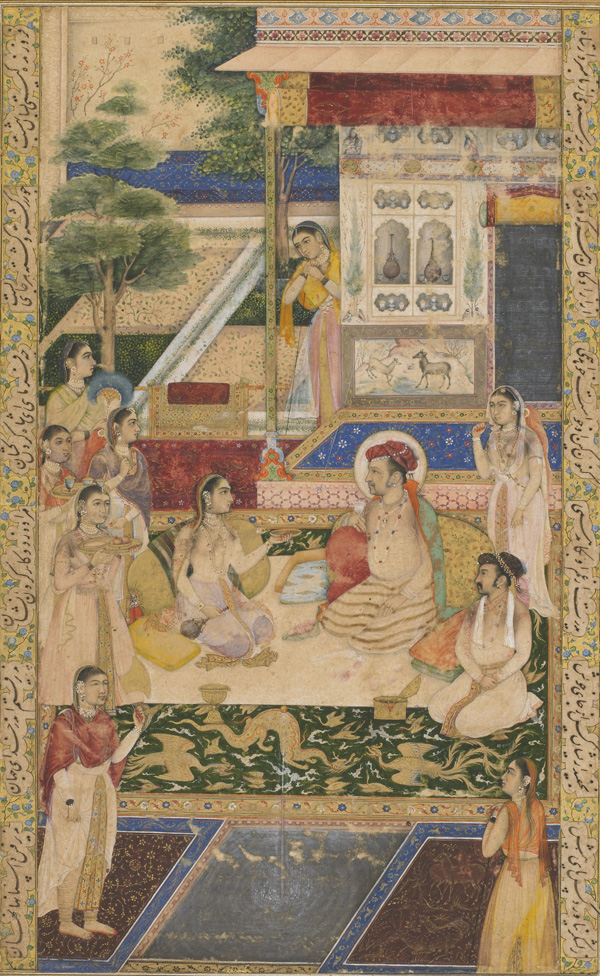
Hậu cung của Ấn Độ

Những người vợ của hoàng đế cũng có hai dạng, dạng đầu tiên là có thể kế thừa danh hiệu Padshah Begum, có thể định dạng là "Chính thê"; mà dạng thứ hai đều là các người vợ do giao dịch hôn nhân hoặc là xuất thân từ những nhà Ấn Độ bản địa đã bị triều đình Mughal đánh bại, cuốn sách Royal Mughal Ladies and Their Contributions của Soma Mukherjee nhận định họ là dạng "Thứ thê", đều xuất thân là công chúa của các gia tộc Ấn Độ giáo bị thua bởi chiến tranh.
Tiếp đến là hàng Thị thiếp, họ không được xem là "Vợ hợp pháp" của hoàng đế, tuy nhiên lại là thành phần đông đảo nhất trong ḥarīm, bởi vì họ đều là món quà do các chư hầu của Hoàng đế dâng lên, xuất thân của họ rất đa dạng. Dẫu vậy, bằng sự sủng ái của Hoàng đế, một Thị thiếp cũng có thể có địa vị cao quý không khác gì một yhê tử của Hoàng đế, những người con của thị thiếp cũng đều được đối xử ngang vai với người con củayThê tử. Do đó trừ xuất thân đặc thù hoặc chính thức có danh hiệu Padshah Begum, hậu cung của Đế quốc Mughal tương đối hỗn loạn, hoàn toàn phụ thuộc vào sự sủng ái của Hoàng đế. Dẫu sự sủng ái của Hoàng đế ảnh hưởng đến địa vị của Thê thiếp trong ḥarīm, song theo ghi nhận của Soma Mukherjee, bọn họ không thể tùy tiện thể hiện sự ghen ghét và ganh đua lẫn nhau, bằng không sẽ bị trị tội và hoàn toàn mất đi cơ hội được sủng ái. Cũng như chế độ của Ottoman, mẹ của Hoàng đế là những "Quốc mẫu" thật sự - người phụ nữ có vị trí tôn quý nhất. Chỉ khi mẹ của Hoàng đế qua đời, người giữ danh hiệu Padshah Begum mới có thể nắm quyền lực, mà danh hiệu này không chỉ dành cho Chính thê của Hoàng đế mà còn truyền cho chị em gái hoặc con gái của Hoàng đế kế thừa.
Chế độ Mughal ngoại trừ danh hiệu Padshah Begum thì cũng không có các danh hiệu thực sự cụ thể dành cho Thê thiếp, kể cả mẹ của Hoàng đế. Thường thấy nhất, từ Chính thê, Thứ thê, Thị thiếp đến con gái của Hoàng đế đều có thành tố Begum sau tên hiệu chính thức, ngoài ra còn có Bai, Mahal, Nazuk Badan,... Tuy nhiên, đa phần lớn trong lịch sử Mughal, gia phong tước hiệu cho Thê thiếp hoặc Đế mẫu chỉ là mỹ hiệu tùy hứng mà không có thứ tự như chế độ Ottoman. Ví dụ Hamida Banu Begum, mẹ của Hoàng đế Akbar, được con trai dâng tôn hiệu 「Maryam Makani」, có nghĩa là "Đức mẹ của hai Thế giới", mẹ của Hoàng đế Shah Jahan là Jagat Gosain được tôn xưng 「Bilqis Makani, có nghĩa là "Quý phu nhân của nơi Thần thánh Pure Abodes", lại như Hoàng hậu Nur Jahan của Hoàng đế Jahangir ban đầu có phong hiệu 「Nur Mahal」 có nghĩa là "Ánh sáng của Hoàng cung", sau lại chuyển thành như hiện tại có nghĩa "Ánh sáng của Thế giới",... Những tước hiệu này hoàn toàn không có quy luật về địa vị, đơn giản là mỹ hiệu.

## Một số phi tần nổi tiếng

### Triều Tiên
- Thái Tổ: Thành phi Nguyên thị
- Thái Tông: Hiếu Tần Kim thị, Ý Tần Quyền thị, Tín Tần Tân thị
- Thế Tông: Thận Tần Kim thị, Huệ Tần Dương thị.
- Văn Tông: Túc Tần Hồng thị.
- Trung Tông: Kính Tần Phác thị, Hy Tần Hồng thị, Xương Tần An thị.
- Tuyên Tổ: Cung Tần Kim thị, Nhân Tần Kim thị.
- Nhân Tổ: Phế Quý nhân Triệu thị.
- Hiếu Tông: An Tần Lý thị
- Túc Tông: Trương Hy tần, Hòa Kính Thục tần, Ninh Tần Kim Thị, Minh Tần Phác Thị.
- Anh Tổ: Ôn Hy Tĩnh tần, Chiêu Dụ Ánh tần, Phế Thục nghi Văn thị.
- Trang Hiến Thế tử: Hiến Kính Huệ tần.
- Chính Tổ: Nhân Thục Nguyên tần Hồng thị, Nghi tần Thành thị, Hiển Mục Tuy tần Phác thị, Hòa Tần Doãn thị.
- Hiến Tông: Khánh Tần Kim thị.
- Cao Tông: Thuần Hiến Hoàng quý phi Nghiêm thị, Phúc Ninh đường Lương Quý nhân, Vĩnh Bảo đường Lý Quý nhân.

### Trung Quốc

#### Hạ-Thương-Chu
- Hạ Kiệt: Muội Hỉ.
- Trụ Vương: Đát Kỷ.
- Chu U Vương: Bao Tự

#### Tấn
- Tấn Hiến công: Ly Cơ.

#### Tần
- Tần Huệ Văn vương: Mị Bát tử.

#### Hán
- Hán Cao Tổ: Thích phu nhân, Bạc phu nhân.
- Hán Văn Đế: Thận phu nhân
- Hán Cảnh Đế: Lịch Cơ.
- Hán Vũ Đế: Lý phu nhân.
- Hán Nguyên Đế: Phó Chiêu nghi, Phùng Viện, Vương Chiêu Quân.
- Hán Thành Đế: Ban Tiệp dư, Triệu Hợp Đức.

#### Nam Bắc triều
- Trần Hậu Chủ: Trương Lệ Hoa.
- Tiêu Bảo Quyển: Phan Ngọc Nhi.

#### Tùy - Đường
- Tùy Văn Đế, Tùy Dạng Đế: Trần Tuyên Hoa.
- Đường Thái Tông: Từ Huệ, Tài nhân Võ Mị Nương, Quý phi Vi Khuê.
- Đường Cao Tông: Tiêu Thục phi.
- Đường Trung Tông: Thượng Quan Chiêu dung.
- Đường Duệ Tông: Đậu Đức phi.
- Đường Huyền Tông: Dương Quý phi, Võ Huệ phi, Triệu Lệ phi, Mai phi, Dương Quý tần.
- Đường Hiến Tông: Quách Quý phi.

#### Tống
- Tống Chân Tông: Lý Thần phi, Dương Thục phi.
- Tống Nhân Tông: Trương Quý phi.

#### Minh
- Minh Thái Tổ: Thành Mục Quý phi Tôn thị, Quách Ninh phi, Lý Thục phi
- Minh Thành Tổ: Chiêu Hiến Quý phi Vương thị, Cung Hiến Hiền phi Quyền thị, Khang Huệ Trang Thục Lệ phi Hàn thị
- Minh Nhân Tông: Cung Túc Quý phi Quách thị
- Minh Tuyên Tông: Vinh Tư Hiền phi Ngô thị
- Minh Đại Tông: Hoàng quý phi Đường thị .
- Minh Hiến Tông: Cung Túc Hoàng quý phi Vạn Trinh Nhi, Đoan Thuận Hiền phi Bách thị.
- Minh Thế Tông: Trang Thuận Hoàng quý phi Thẩm thị, Vinh An Hoàng quý phi Diêm thị, Đoan Hòa Hoàng quý phi Vương thị, Tào Đoan phi.
- Minh Quang Tông: Cung Ý Trang phi Lý thị, Khang phi Lý thị.
- Minh Hy Tông: Hoàng Quý phi Phạm thị, Hoàng Quý phi Nhậm thị, Điệu Thuận Dụ phi Trương thị, Thành phi Lý thị
- Minh Tư Tông: Cung Thục Hoàng quý phi Điền thị, Viên Quý phi

#### Thanh
- Hoàng Thái Cực: Mẫn Huệ Cung Hoà Nguyên phi Hải Lan Châu, Trang phi Bố Mộc Bố Thái, Ý Tĩnh Đại Quý phi Na Mộc Chung, Khang Huệ Thục phi Ba Đặc Mã Tảo.
- Thuận Trị: Đổng Ngạc hoàng quý phi, Điệu phi, Trinh phi, Cung Tĩnh phi, Thục Huệ phi, Đoan Thuận phi, Ninh Khác phi.
- Khang Hi : Khác Huệ Hoàng quý phi, Đôn Di Hoàng quý phi, Ôn Hi Quý phi, Đức phi, Huệ phi, Nghi phi, Vinh phi, Lương phi.
- Ung Chính: Đôn Túc Hoàng quý phi, Hi phi, Thuần Ý Hoàng quý phi, Tề phi, Khiêm phi, Ninh phi, Mậu tần.
- Càn Long: Lệnh Ý Hoàng quý phi, Tuệ Hiền Hoàng quý phi, Thuần Huệ Hoàng quý phi, Thục Gia Hoàng quý phi, Khánh Cung Hoàng quý phi, Uyển Quý phi, Dĩnh Quý phi, Du Quý phi, Thư phi, Đôn phi, Hương phi (Dung phi).
- Đạo Quang: Hoàng quý phi Bát Nhĩ Tế Cát Đặc thị, Trang Thuận Hoàng quý phi, Đồng Quý phi, Hòa phi, Tường phi, Điềm tần.
- Hàm Phong: Ý Quý phi, Lệ phi.
- Đồng Trị: Thục Thận Hoàng quý phi, Cung Túc Hoàng quý phi, Hiến Triết Hoàng quý phi, Đôn Huệ Hoàng quý phi.
- Quang Tự: Trân phi, Cẩn phi.
- Phổ Nghi: Văn Tú, Đàm Ngọc Linh, Lý Ngọc Cầm.

### Việt Nam

#### Lý
- Lý Thánh Tông: Thượng Dương Hoàng Hậu, Ỷ Lan Nguyên phi.
- Lý Thần Tông: Linh Chiếu Thái hậu, Phụng Thánh Phu nhân.
- Lý Anh Tông: Linh Đạo Thái hậu.

#### Trần
- Trần Nhân Tông: Đặng Đức phi
- Trần Anh Tông: Văn Đức Phu nhân, Huy Tư Hoàng phi
- Trần Minh Tông: Anh Tư Nguyên phi, Quang Hiến Thần phi
- Trần Duệ Tông: Chế Thắng phu nhân, Bạch Ngọc Hoàng hậu.

#### Lê
- Lê Thái Tổ: Cung Từ Hoàng thái hậu, Trịnh Thần phi, Phạm Huệ phi.
- Lê Thái Tông: Tuyên Từ Hoàng thái hậu, Quang Thục Hoàng thái hậu.
- Lê Thánh Tông: Huy Gia Hoàng thái hậu, Nhu Huy Hoàng thái hậu, Phạm Minh phi, Nguyễn Kính phi.
- Lê Hiến Tông: Trang Thuận Hoàng thái hậu, Chiêu Nhân Hoàng thái hậu, Từ Trinh Liêm Hoàng hậu, Nguyễn Kính phi.

#### Nguyễn
- Nguyễn Thế Tổ: Thuận Thiên Cao Hoàng hậu, Cung Thận Đức phi.
- Nguyễn Thánh Tổ: Tá Thiên Nhân Hoàng hậu, Tuệ Khiết Hiền phi.
- Nguyễn Hiến Tổ: Nghi Thiên Chương Hoàng hậu, Nguyễn Lệnh phi, Võ Lương phi, Ý Thuận Thục phi, Thụy tần, Kỷ tần.
- Nguyễn Dực Tông: Lê Thiện Anh Hoàng hậu, Học phi Nguyễn Văn thị, Thiện phi Nguyễn Đình thị, Lễ tần Nguyễn Nhươc thị.
- Nguyễn Cảnh Tông: Nguyễn Quý phi, Phụ Thiên Thuần Hoàng hậu, Hựu Thiên Thuần hoàng hậu, Quán phi.
- Thành Thái: Nguyễn Hoàng quý phi, Nguyễn Tài nhân, Nguyễn Hữu Huyền phi.
- Duy Tân: Mai Diệu phi.
- Nguyễn Hoằng Tông: Hồ Ân phi, Đoan Huy Hoàng thái hậu.
- Bảo Đại: Nam Phương Hoàng Hậu, Bùi Mộng Điệp, Lê Thị Phi Ánh.

### Thái Lan
- Phrabat Somdet Phra Buddha Yodfa Chulaloke (Rama I): Chao Chom Khamwaeng
- Phrabat Somdet Phra Buddha Loetla Nabhalai (Rama II): Chao Chom Manda Riam (Somdet Phra Sri Sulalai)
- Phrabat Somdet Phra Poramentharamaha Mongkut Phra Chom Klao Chao Yu Hua (Rama IV): Chao Khun Chom Manda Piam (Somdet Phra Piyamavadi Sri Bajarindra Mata), Chao Khun Chom Manda Samli
- Phrabat Somdet Phra Poramintharamaha Chulalongkorn Phra Chunla Chom Klao Chao Yu Hua (Rama V): Chao Khun Phra Prayurawong (Pae Bunnag), Chao Chom Manda Mom Rajawongse Khae Phuengbun
- Phrabat Somdet Phra Poramentharamaha Vajiravudh Phra Mongkut Klao Chao Yu Hua (Rama VI): Phra Sucharit Suda (Prueng Sucharitakul)
- Maha Vajiralongkorn (Rama X): Chao Khun Phra Sineenat Bilaskalayani (Niramon Aunprom)